# Cultura tibetana
La cultura tibetana, ha estat impregnada fortament pel budisme tibetà, una forma diferent de Vajrayana, la qual està dotada d'una cultura rica i variada.
El Tibet va desenvolupar una cultura diferenciada a causa de les seves condicions geogràfiques i climàtiques que l'ha portat a una forta dependència del pastoralisme. Tot i que està influenciada per cultures veïnes de la Xina, l'Índia i el Nepal, la llunyania i la inaccessibilitat de la regió de l'Himàlaia han conservat diferents influències locals i han estimulat el desenvolupament de la seva cultura diferent.
El budisme tibetà ha exercit una influència especialment forta en la cultura tibetà des de la seva introducció al segle VII. Els missioners budistes que venien principalment de les regions limítrofes van introduir arts i costums de l'Índia i la Xina. L'art, la literatura i la música contenen elements de les creences budistes predominants, i el mateix budisme ha adoptat una forma única al Tibet, influenciat per la tradició Bön i altres creences locals.

Diversos treballs sobre astronomia, astrologia i medicina van ser traduïts del sànscrit i del xinès clàssic. Els desenvolupaments de la civilització han vingut de la Xina, entre moltes altres habilitats importades, principalment en la seva cuina: l'elaboració de mantega, formatge, cervesa d'ordi, ceràmica, molins d'aigua i la beguda nacional, el te de mantega que afavoreixen la supervivència en les seves elevades altituds.

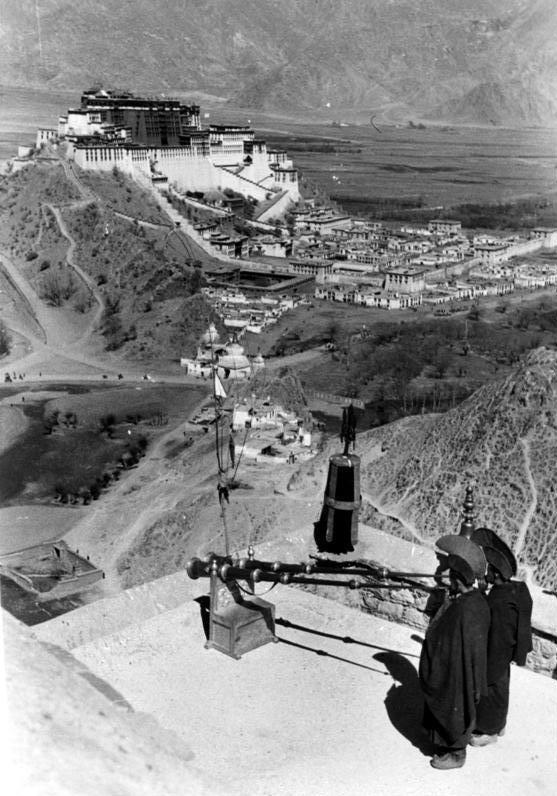
Monjos gelugpa utilitzant dungchens, enfront del palau del Potala

## Influències de la Xina i d'Índia sobre la cultura tibetana
Segons l'investigador americà Tianlong Yu, la cultura tibetana és sovint es percep com unes pràctiques oblidades, congelades o desaparegudes, ben diferent d'altres cultures, sobretot l'original cultura xinesa. Existeix una mena de buit que escapa a tota influència material, però en realitat es tracta d'una cultura virtuosa, i mereixedora de statu quo que compta en l'actualitat.
No obstant això, afirma Peter Bishop, el Tibet, durant la seva història, mai ha estat realment aïllat, o congelat en el temps i protegit de les influències externes. Les cultures índia i xinesa, que havien revolucionat totalment el país en el passat, han continuat influint-hi profundament en els temps moderns.
El professor Charles Alfred Bell, en el seu llibre Tibet Past and Present, aparegut el 1924, opina que "es pot dir que la civilització actual del Tibet va sorgir principalment de la Xina, i només en menor mesura de l'Índia".
Tanmateix, com el 14 Dalai Lama, la cultura tibetana es basa en el budisme al Tibet l'origen del qual és majoritàriament indi. Durant més de mil anys, el Tibet ha conservat aquest patrimoni cultural, que ha compartit amb altres països veïns, entre ells la Xina.
Premer Addy recorda que l'any 1959 Pedro Carrasco Pizana va escriure : "El Tibet ha manllevat molt tant l'Índia com la Xina. El budisme, que impregna tota la vida al Tibet, prové de l'Índia mentre que la influència xinesa era molt forta a les institucions polítiques.", afegint això "l'església lamaista és una creació tibetana única la influència de la qual s'ha estès a Pequín i al Volga.
Per a l'historiador Pierre Chapoutot, va ser durant la dinastia T'ang (618-902) que el Tibet bàrbar va forjar vincles culturals amb la Xina i es va beneficiar de la seva influència civilitzadora gràcies a la introducció de l'escriptura, el paper i la tinta, la seda, la porcellana, la medicina, el regadiu, i també el taoisme i el confucianisme. Durant el seu regnat, el rei de l'Tibet, Trisong Detsen (740 - 797), va envair la capital xinesa Chang'an i va establir un nou emperador.

## Religió al Tibet

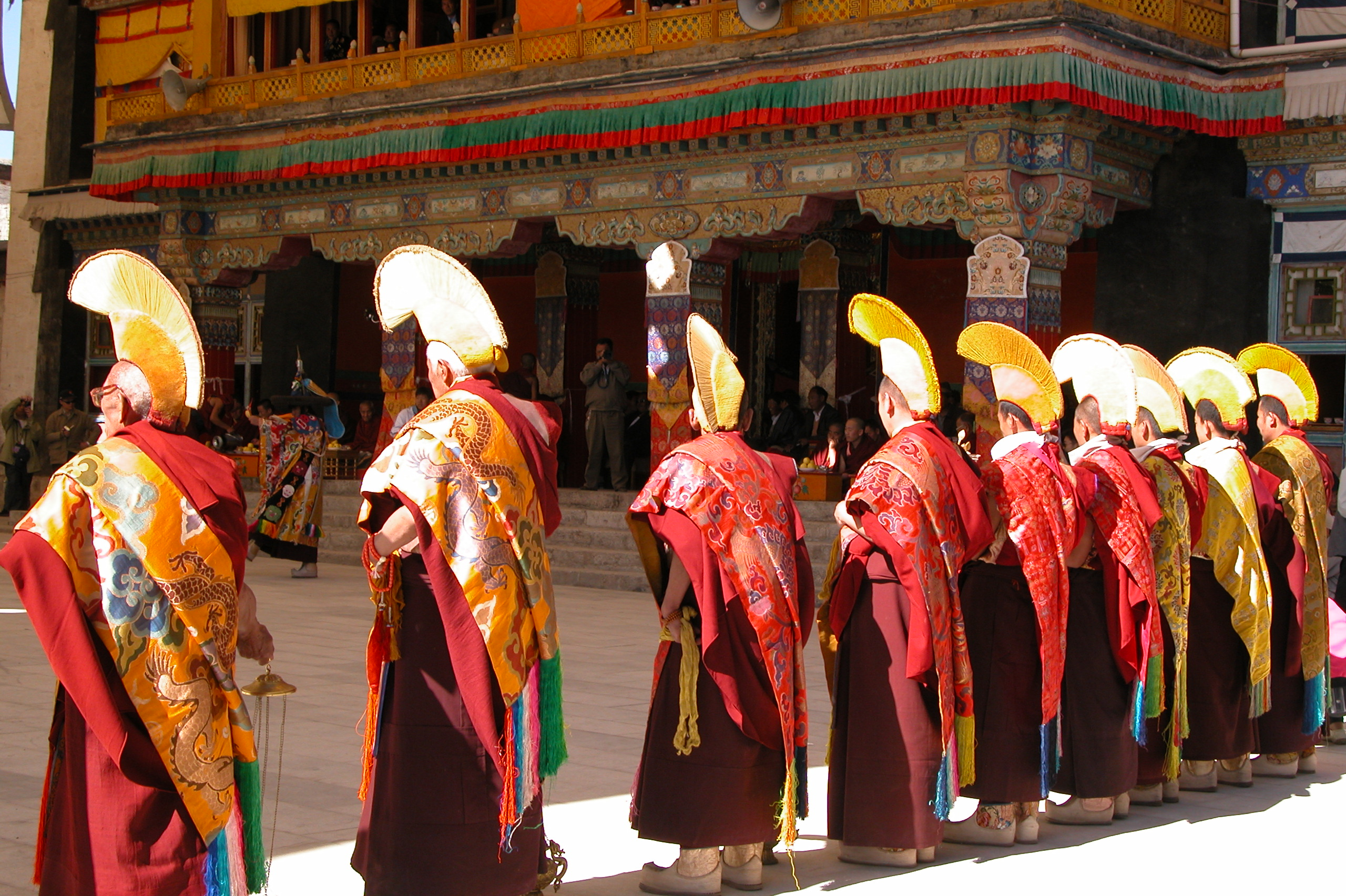
Monjos del monestir de Tashilhunpo a Shigatse

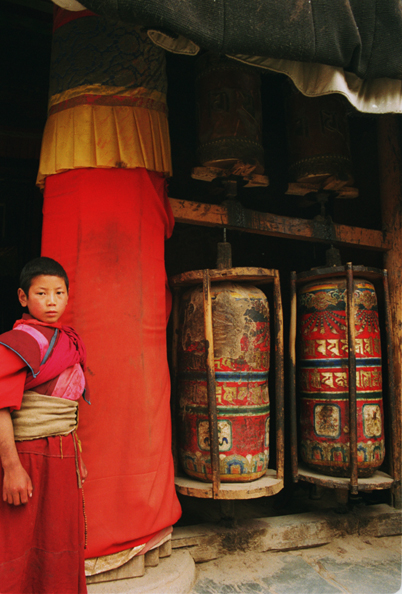
Jove monjo a Labrang

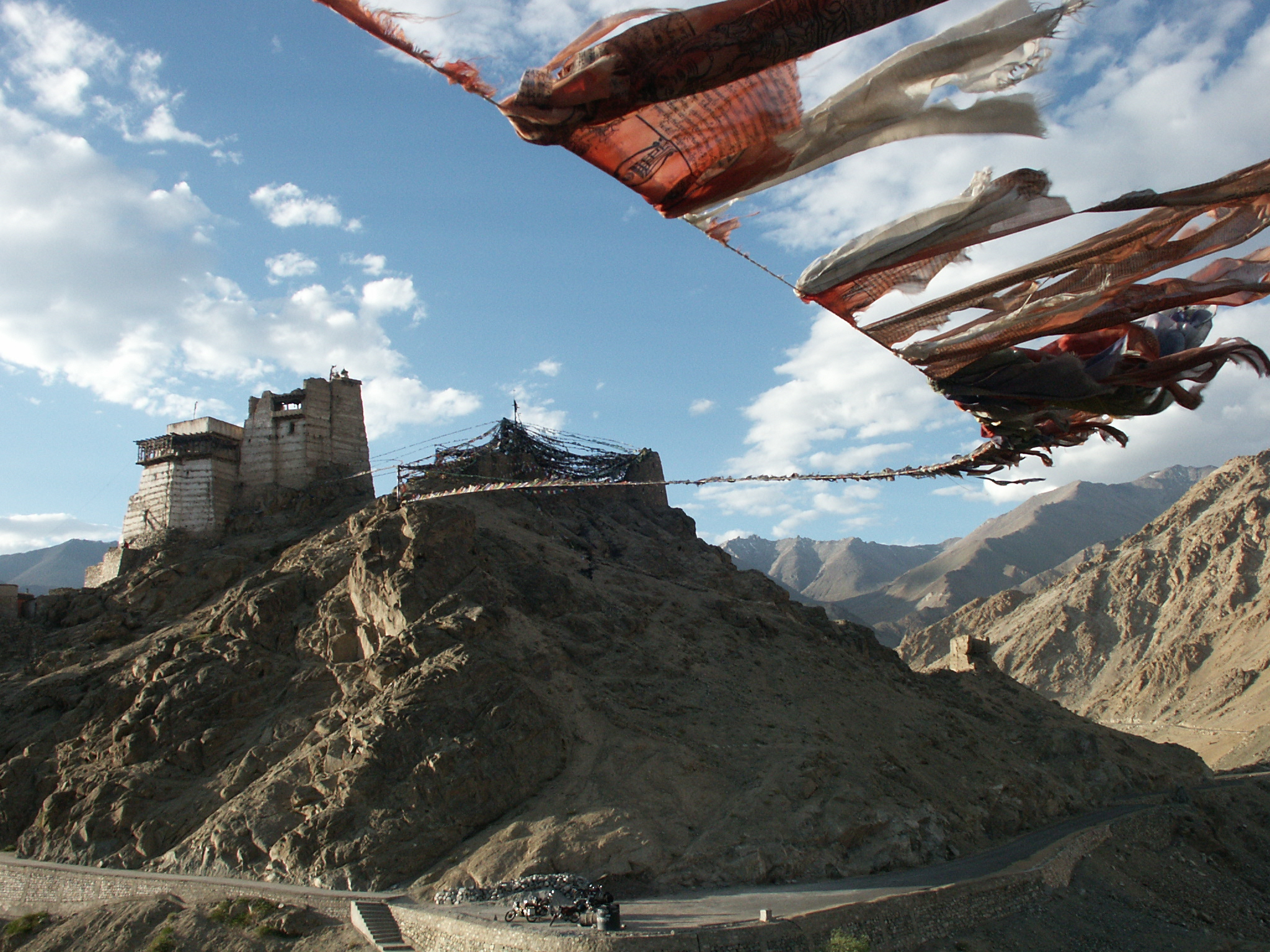
Bandera de pregària tibetana

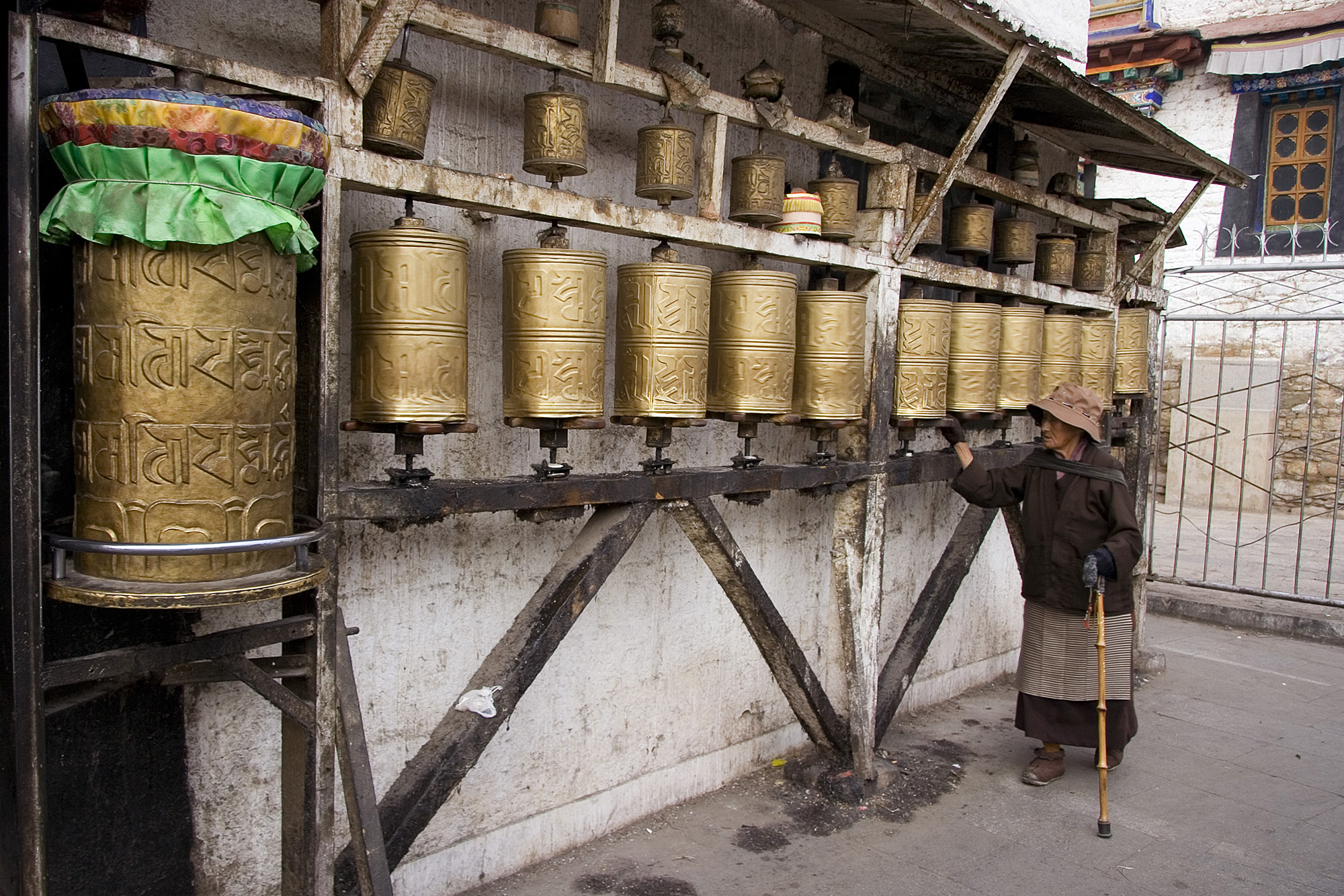
Rodes de pregària a Lhasa.

La religió és molt important per als tibetans. El Tibet és l'escenari tradicional del budisme tibetà, una forma distintiva de Vajrayana (budisme tàntric), que també està relacionada amb Shingon, la tradició budista al Japó. El budisme tibetà no només es practica al Tibet, sinó també a Mongòlia, la República de Buriatia, la República de Tuva i la República de Calmuquia. El Tibet és també el lloc d'una tradició espiritual original anomenada Bön.
Un dels ritus funeraris més practicats pels tibetans té característiques úniques : és el de l' enterrament celestial, a través del qual s'ofereix el cos del difunt als voltors.

### Islam
A les ciutats tibetanes també hi ha petites comunitats musulmanes, com els Kachee (o Kache), els orígens dels quals es remunten als immigrants de tres regions principals: Caixmir (Kachee Yul en tibetà antic), Ladakh i els països de parla turca de l'Àsia central. La influència islàmica al Tibet també va venir de Pèrsia. Després de 1959, un grup de musulmans tibetans va sol·licitar la ciutadania índia a causa de les seves arrels històriques al Caixmir, i el govern indi va declarar tots els musulmans tibetans ciutadans indis aquell any. També hi ha una comunitat musulmana xinesa ben establerta (gya kachee), els orígens de la qual es remunten al poble hui, un grup ètnic de la Xina.

### Monestirs budistes

#### Destrucció a la 1 meitat del XX segle
El 1914, sota el 13 Dalai Lama, el monestir de Tengyeling va ser demolit per connivència amb els xinesos i el general Zhao Erfeng. Els traïdors foren desterrats i els monjos restants repartits entre diferents monestirs. El va succeir una escola de medicina i astrologia tibetana.
El 1947, durant la repressió del govern contra els partidaris de l'antic regent Reting Rinpoché, el monestir de Sera va ser bombardejat per morters de l'exèrcit tibetà i assaltat, llevant la vida d'uns 200 monjos, mentre que van morir 15 soldats. Els edificis van ser completament saquejats pels soldats, de manera que durant setmanes van aparèixer objectes preciosos a les botigues de Lhasa.

#### Les xifres de destrucció
En el moment de l'aixecament de Lhasa el 1959, hi havia, segons l'antropòleg nord-americà Melvyn C. Goldstein, als 2 500 monastirs i 115 000 monjos (o del 10 al 15 per cent de la població masculina) al "Tibet pròpiament dit". Segons el govern tibetà a l'exili, més de 6.000 monestirs han estat destruïts a les tres antigues províncies.
En el seu llibre On the margins of Tibet, Åshild Kolås, Monika P. Thowsen indica que hi havia, segons els arxius tibetans, 5 542 monastères a l'altiplà tibetà abans de 1958, dels quals 3 897 estaven situats fora de les fronteres actuals de la regió autònoma, és a dir, 1645. Els arxius xinesos ens aporten dades sobre que a les zones tibetanes que formen part de les províncies de Sichuan, Gansu, Yunnan i Qinghai, molts edificis monàstics van ser enderrocats, d'altres simplement abandonats i deixats sense manteniment per escoles, magatzems, fins i tot cases.

#### La destrucció durant la revolta de 1959
Segons Mary Craig, la destrucció de la majoria dels 6 000 monastères del Tibet es va produir entre 1959 i 1961.
D'acord amb el govern tibetà a l'exili, després de l'aixecament tibetà de 1959, el Norbulingka va ser colpejat per uns 800 obusos, matant un nombre desconegut de tibetans dins i al voltant del palau. En visitar el palau l'any 1962, però, Stuart i Roma Gelder el van trobar intacte amb tot el seu contingut acuradament conservat. Segons el govern tibetà a l'exili, els tres principals monestirs de Lhasa, Sera, Ganden i Drepung, van ser greument malmesos pels bombardejos, els danys a Sera i Drepung van ser gairebé irreparables.
Els tibetans que fugien del genocidi cultural al Tibet van seguir el Dalai Lama a l'exili a l'Índia. Segons l'informe de 1959 de la Comissió Internacional de Juristes (CIJ), milers de monjos i monges budistes van ser assassinats, torturats o empresonats. Tanmateix, la CIJ en aquell moment era una de les organitzacions finançades en secret per la CIA durant la Guerra Freda per preparar informes de propaganda contra la Xina.
En el seu informe de 1960, la CIJ fins i tot acusa la Xina d'haver perpetrat el genocidi al Tibet, afirmant que desenes de milers de persones van ser assassinades amb la intenció de destruir un grup religiós, els budistes. Per al professor Colin P. Mackerras, les “ al·legacions segons les quals els xinesos estaven aclaparant el Tibet van ser responsables de la mort d' 1,2 milions de tibetans s'han d'estudiar amb el màxim escepticisme ". Les xifres de població tibetana obtingudes dels censos de la República Popular de la Xina (RPC) de 1953 a 2000 mostren que des de principis dels anys 60, la població tibetana ha augmentat, probablement per primera vegada en segles. L'al·legació de l'Administarció Central Tibetana d'una reducció de la població s'aplicaria, doncs, als anys 50, però seria molt exagerada. No obstant això, des dels anys 60, la gestió del país per part de la Xina ha tingut l'efecte d'augmentar, no de disminuir, la població tibetana, principalment a causa de la modernització que ha millorat el nivell de vida i ha rebaixat la taxa de mortalitat, inclosa la de les mares durant el part i les de les criatures mes petites.

#### La destrucció durant la revolució cultural
Durant la Revolució Cultural, els Guàrdies Rojos van infligir una campanya organitzada de vandalisme contra llocs culturals de tota la RPC, inclosa l'herència budista. A principis dels anys vuitanta, el periodista nord-americà Fox Butterfield informa que els funcionaris xinesos li van comunicar que abans de 1959 hi havia 2 464 monastères al Tibet, i que després de la Revolució Cultural només en quedaven deu. Van esmentar en particular que un d'ells, Ganden, el tercer en importància i que contenia uns 10 000 monjos, simplement havia desaparegut.

#### Les reconstruccions
Segons David Signer, des d'aquests fets, aproximadament la meitat dels monestirs destruïts han estat restaurats i tornen a funcionar. Des dels anys 90, l'ONG Tibet Heritage Fund, creada per André Alexander, ha pogut restaurar 24 edificis a Lhassa. Dels 160 monastères afiliats al monestir de Shechen, uns 30 han estat reconstruïts. Suïssa va fer una important contribució financera a la restauració d'una part del temple Ramoche a Lhassa a principis dels anys 2000.

## Literatura
La literatura tibetana, una de les més importants d'Àsia, i compta amb orígens mil·lenaris. En vers o en prosa, la literatura tibetana oral o escrita descriu " totes les àrees de coneixement : religió, medicina, història, filosofia ".
La literatura tibetana va començar realment al segle VIII amb la creació de la universitat monàstica de Samye, que tenia l'objectiu de permetre la traducció a la llengua vernàcula dels nombrosos textos sagrats budistes escrits en sànscrit. En la seva forma final, com entre el XIV i XVII segles, aquests textos formen respectivament els 108 volums del Kangyur, i el seu comentari (Tengyur) en 224 volums. Al voltant de l'any 950 es va crear una biblioteca secreta a les coves de Mogao per protegir els escrits budistes. Així els Annals i la Crònica Tibetana van descobrir a principis XX segle en aquestes coves de Mogao es troben els Manuscrits de Dunhuang, els més antics que es coneixen, escrits en tibetà antic.
Després de 1980, la literatura tibetana va viure un període d'expansió. La influència de la poesia xinesa, i de la poesia occidental en traducció xinesa, es va començar a notar. Malgrat aquestes influències, crítics i editors han prioritzat les històries i els poemes dissenyats sobre bases tradicionals. Les obres més recents prenen forma de poesia: encara hi ha menys de 25 novel·les modernes escrites en llengua tibetana.

## Arquitectura

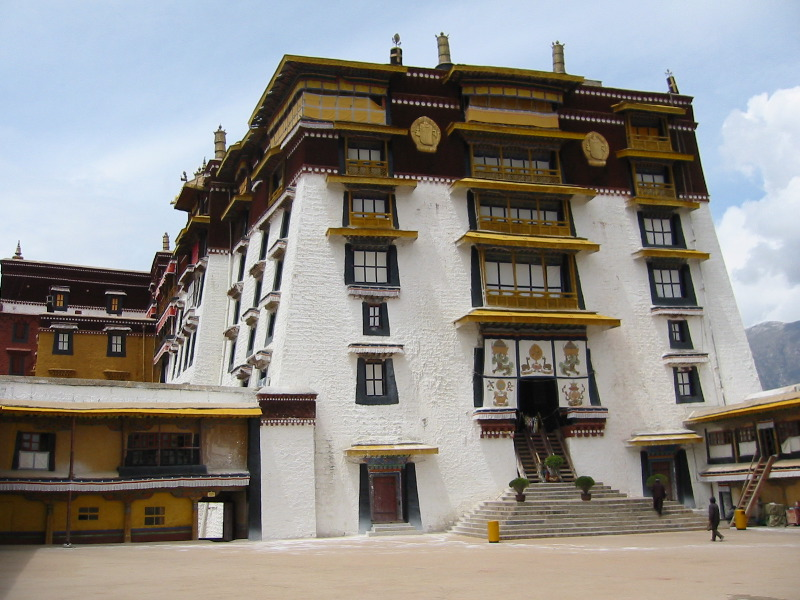
El Palau Blanc de Potala

L'arquitectura tibetana ha patit influències orientals i índies, i reflecteix una visió profundament budista de les coses. L'arquitectura tibetana es caracteritza per la ubicació freqüent de cases i monestirs en llocs alts i assolellats orientats al sud, i per l'ús combinat de pedra, fusta, ciment i terra com a materials de base. Les tècniques constructives permeten superar l'escassetat de combustibles sòlids : cobertes planes per preservar la calor, i nombroses finestres per deixar entrar la llum del sol. Les parets solen tenir un fruit de deu graus com a precaució davant els terratrèmols, habituals en aquesta regió muntanyosa.
La roda budista, juntament amb els dos dracs, es pot veure a gairebé tots els monestirs del Tibet. El pla dels chörtens tibetans pot variar, des de les parets arrodonides de Kham fins a les parets de quatre costats de Ladakh. En general els vuits tipus de chörten correspon als múltiples facetes de la vida de Buda cap el Buda.
Amb els seus 117 mètres alçada i 360 mètres amplada, el Palau de Potala es considera l'exemple més important de l'arquitectura tibetana. L'antiga residència d'hivern del Dalai Lama, conté més d'un miler d'habitacions repartides en tretze pisos, i alberga retrats del passat Dalai Llames i estàtues de Buda. Es divideix en un Palau Blanc exterior, que allotjava els despatxos administratius, i el Barri Roig interior, que allotjava la sala de reunions dels lames, capelles, 10 000 santuaris i una gran biblioteca d'escrits budistes.
Potala va ser malmès durant la revolta de 1959, però es beneficia des de 1961 d'una forta protecció del patrimoni nacional de l'Estat xinès, gràcies a la qual va escapar del vandalisme durant la Revolució Cultural. El Palau Potala va ser inscrit a la Llista del Patrimoni Mundial de la UNESCO l'any 1994, el Temple Jokhang i el Norbulingka, l'antiga residència d'estiu dels Dalai Llamas, van ser admesos a la llista com a extensió del seus espais.

Arquitectura monsàtica tibetana
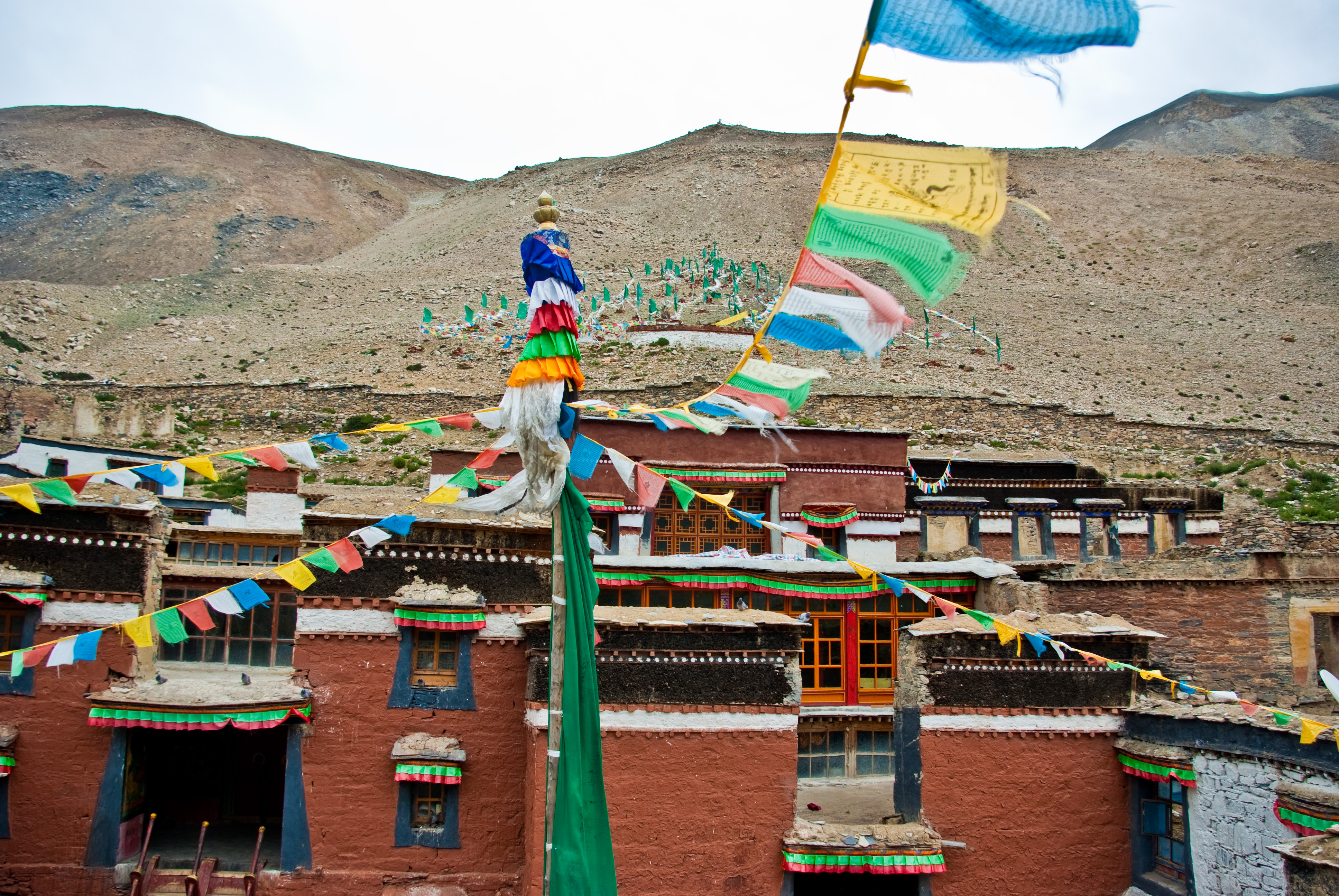
Monestir de Rongbuk
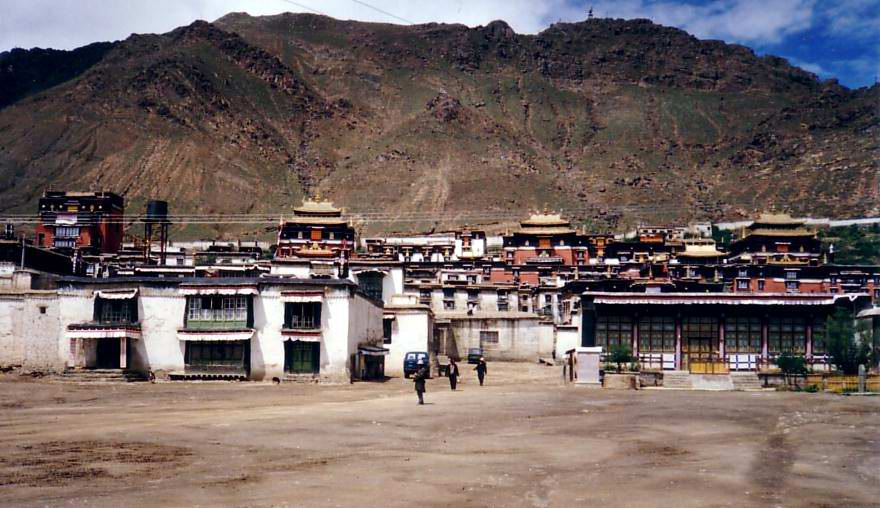
Monestir Tashi Lhunpo reflecteix lestil en el qual trobem la influència de l'antiga arquitectura mongola
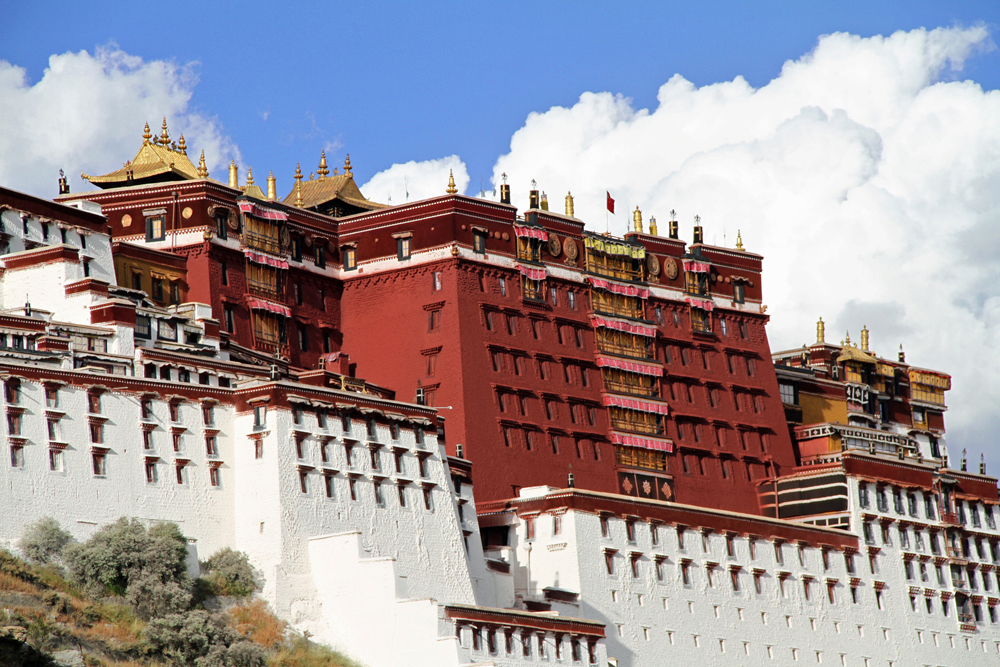
Palau de Potala
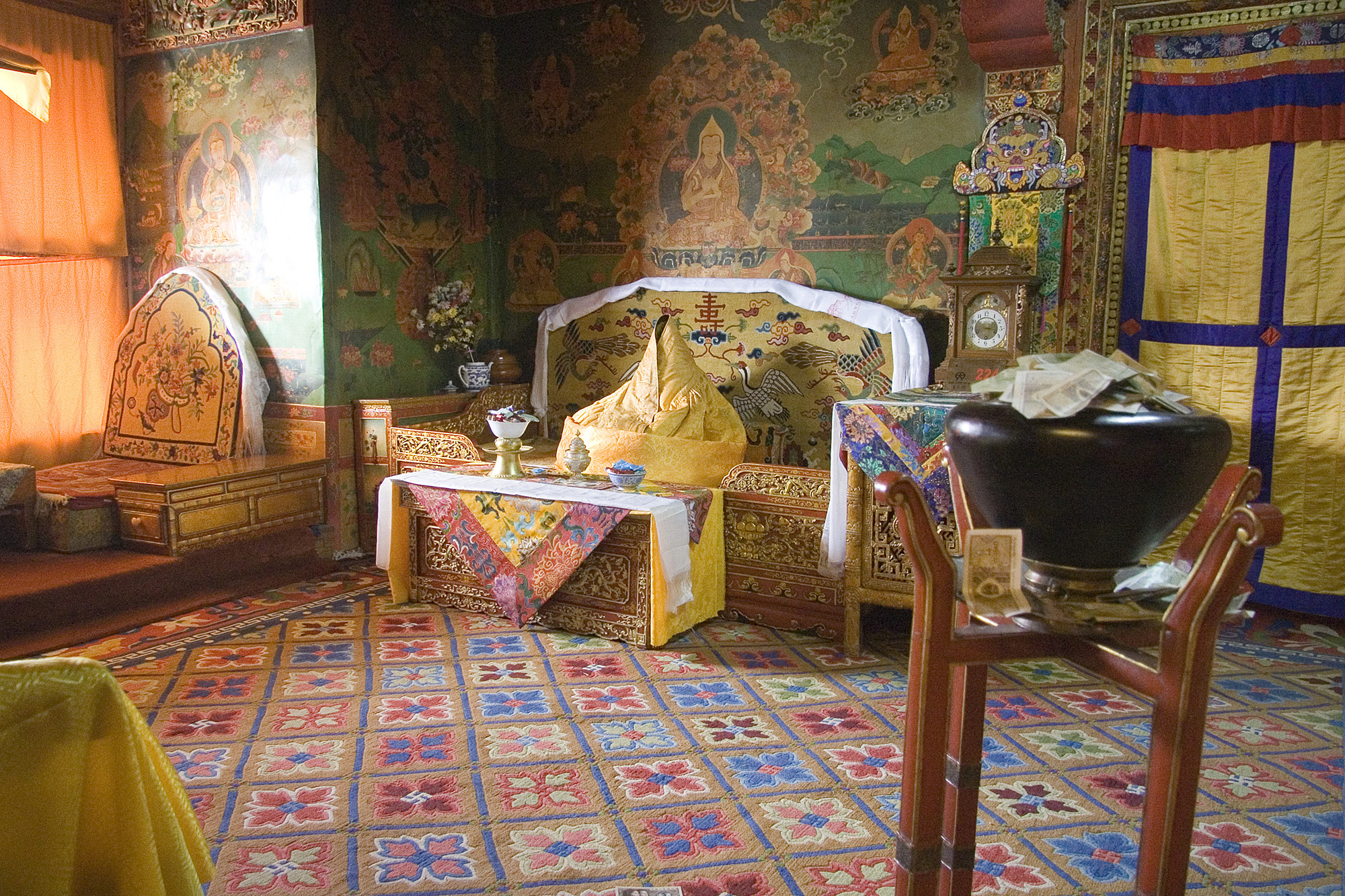
Oficines del Dalai Lama al Palau de Potala
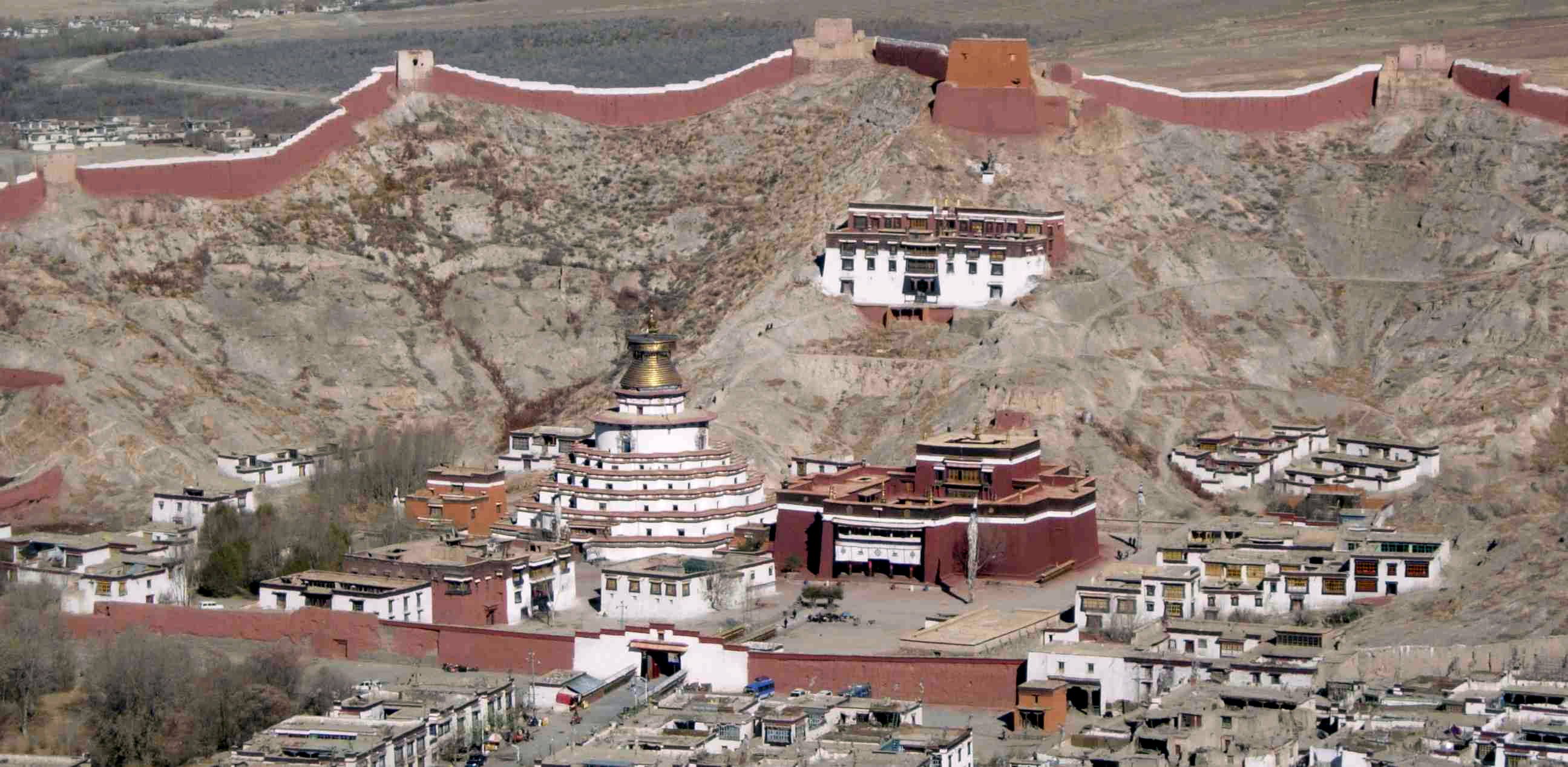
Monestir de Palcho
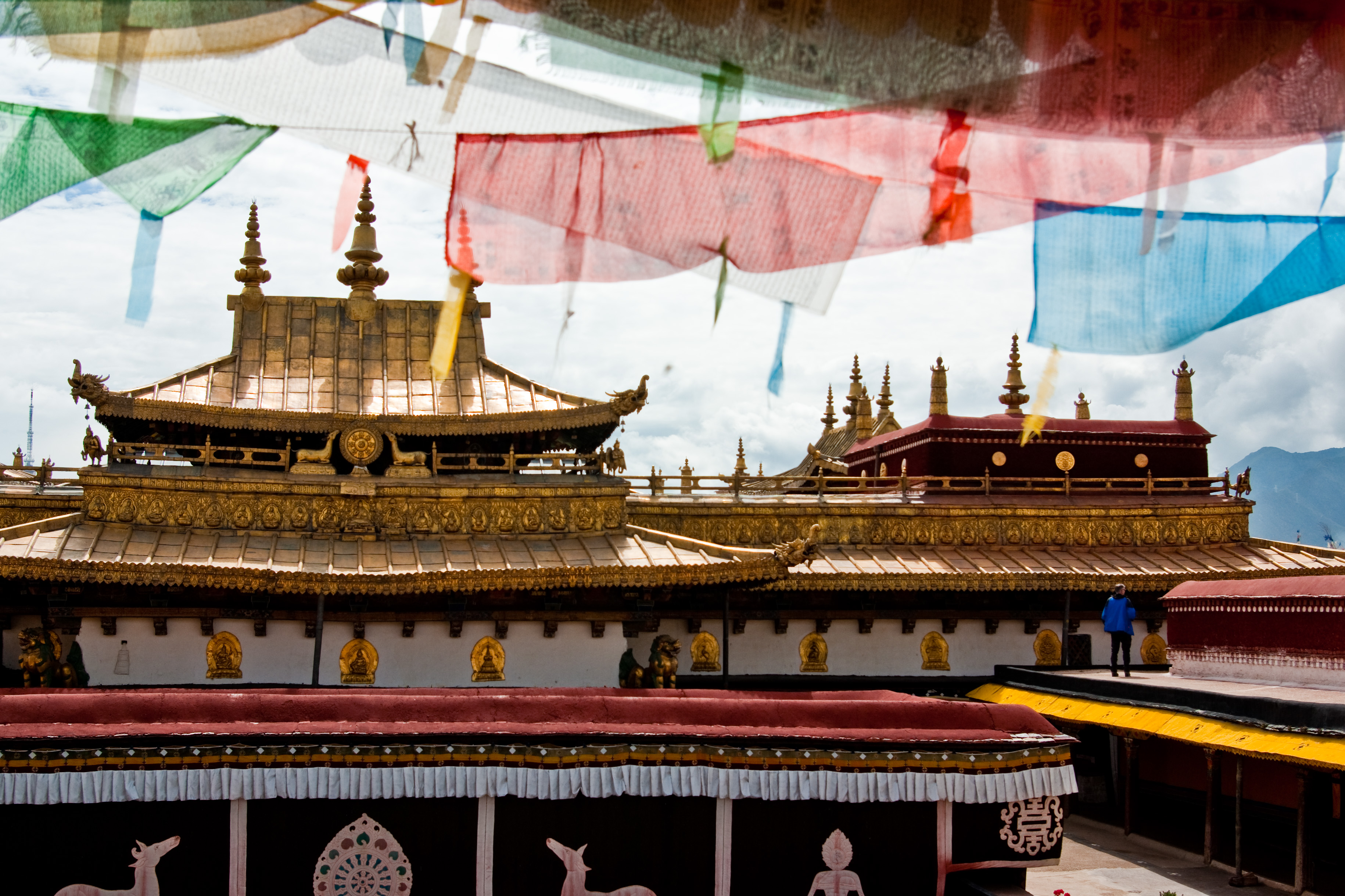
Sostre de Jokhang
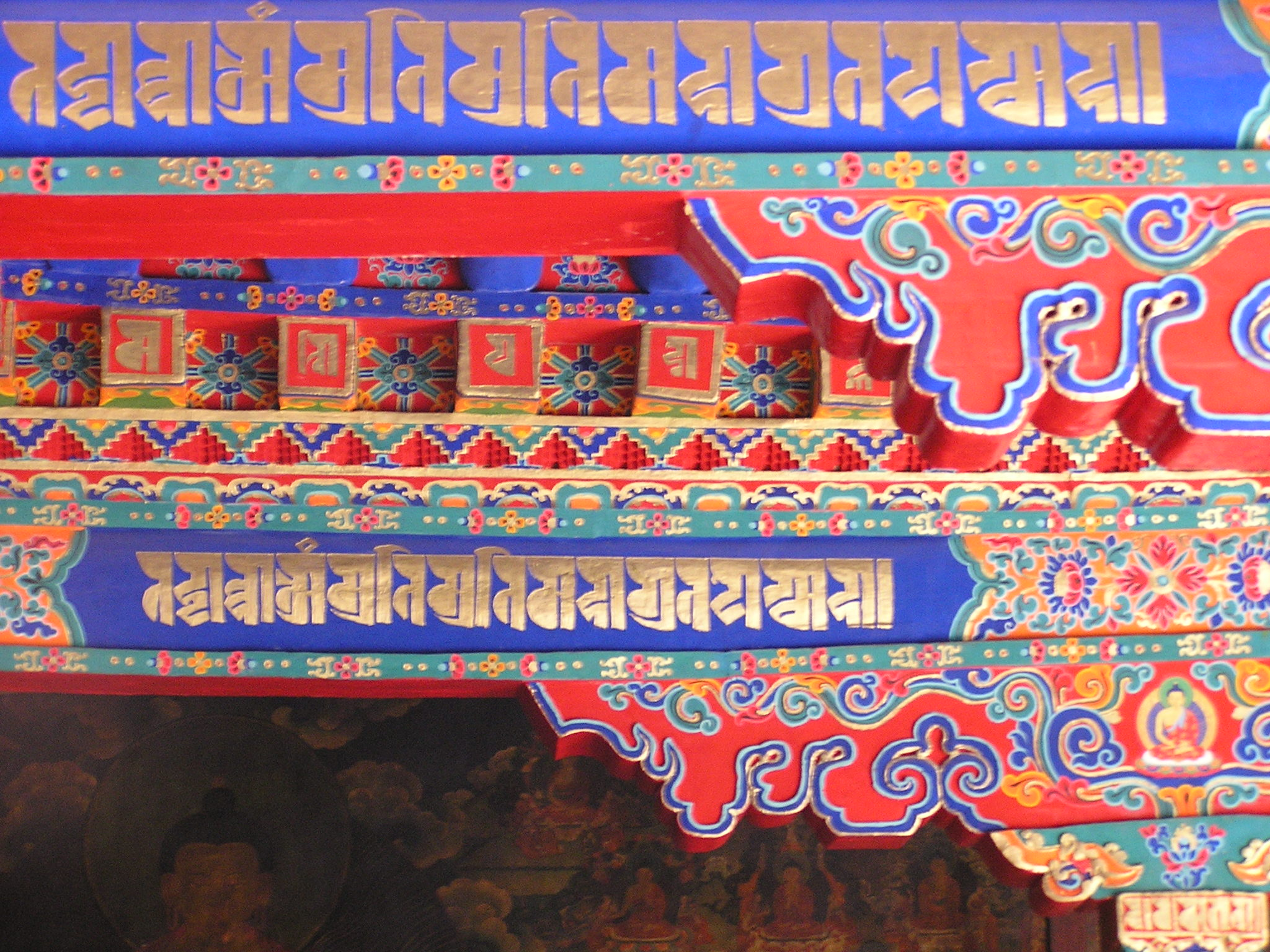
Disseny de Pillar

Detalls de l'arquitectura tibetana
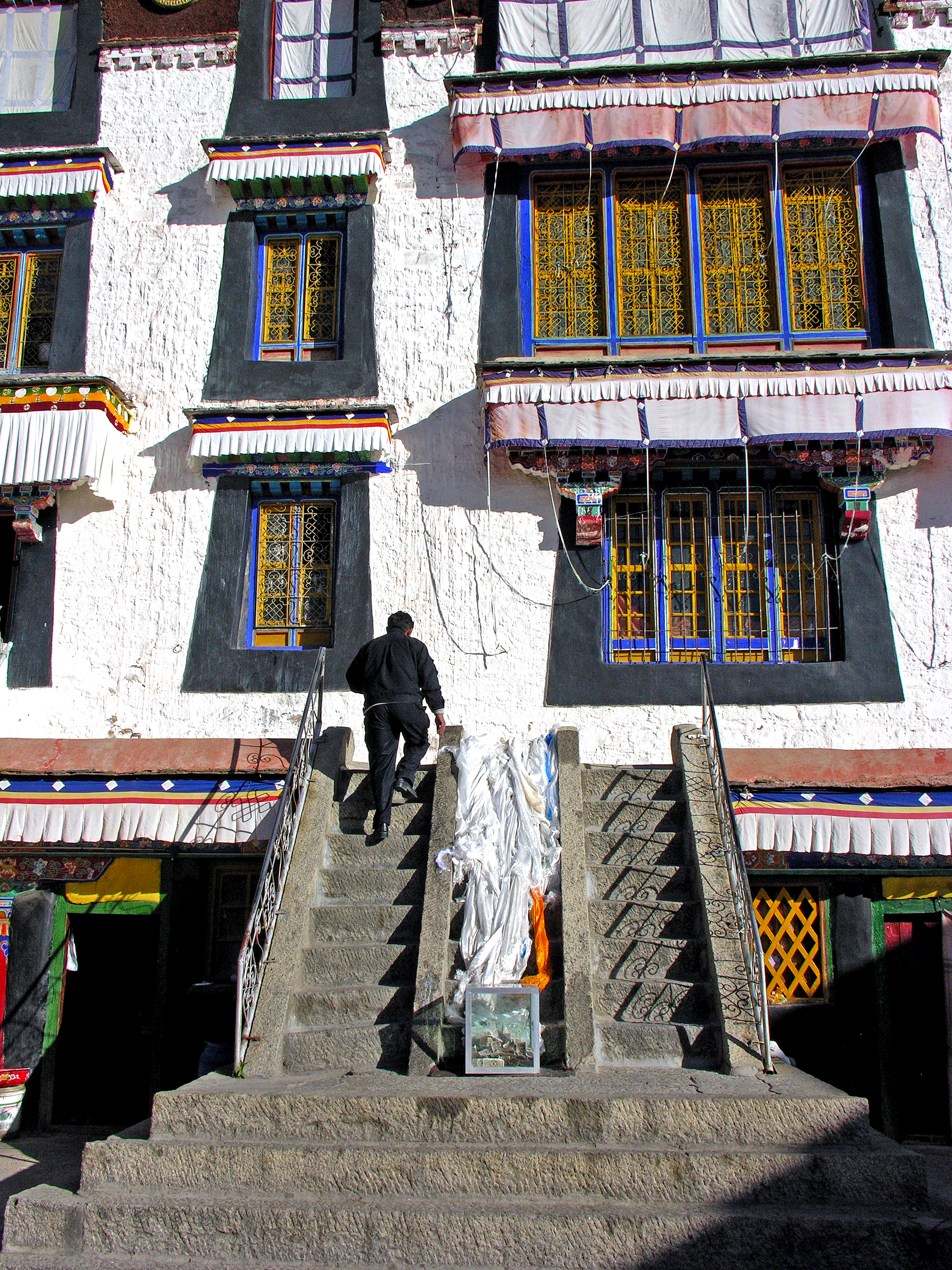
Escala del Monestir Drepung
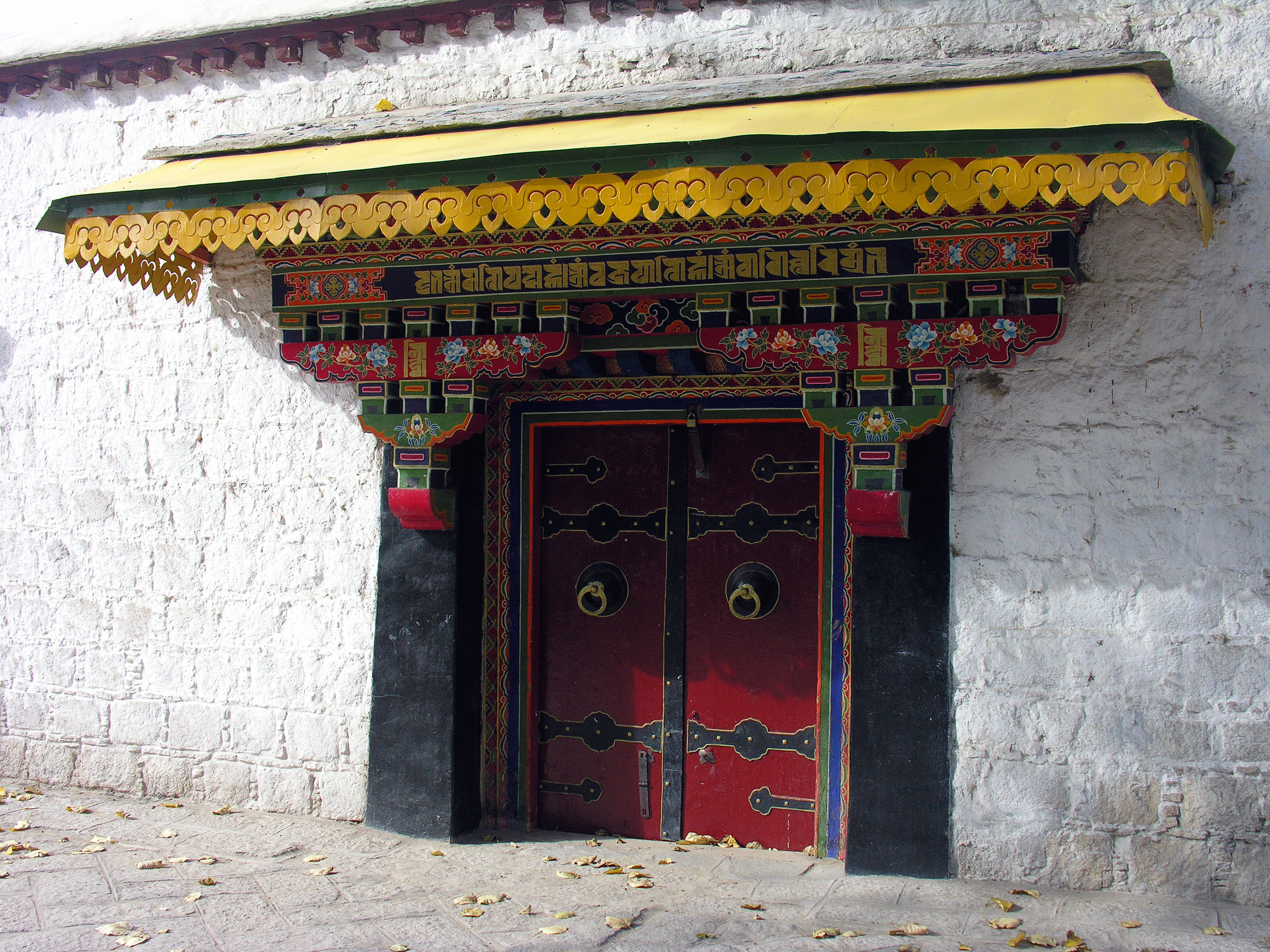
Entranda
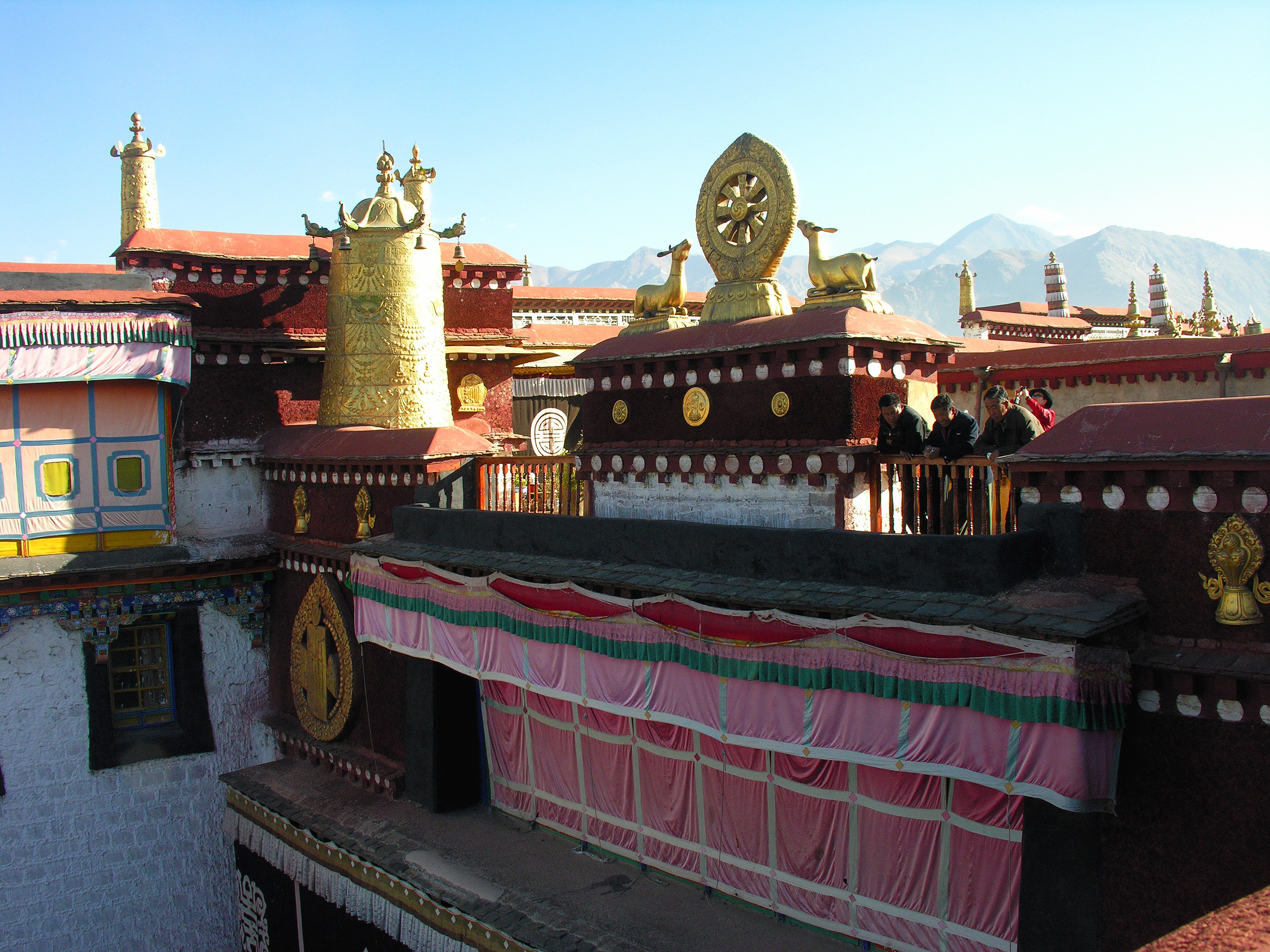
Pati del santuari
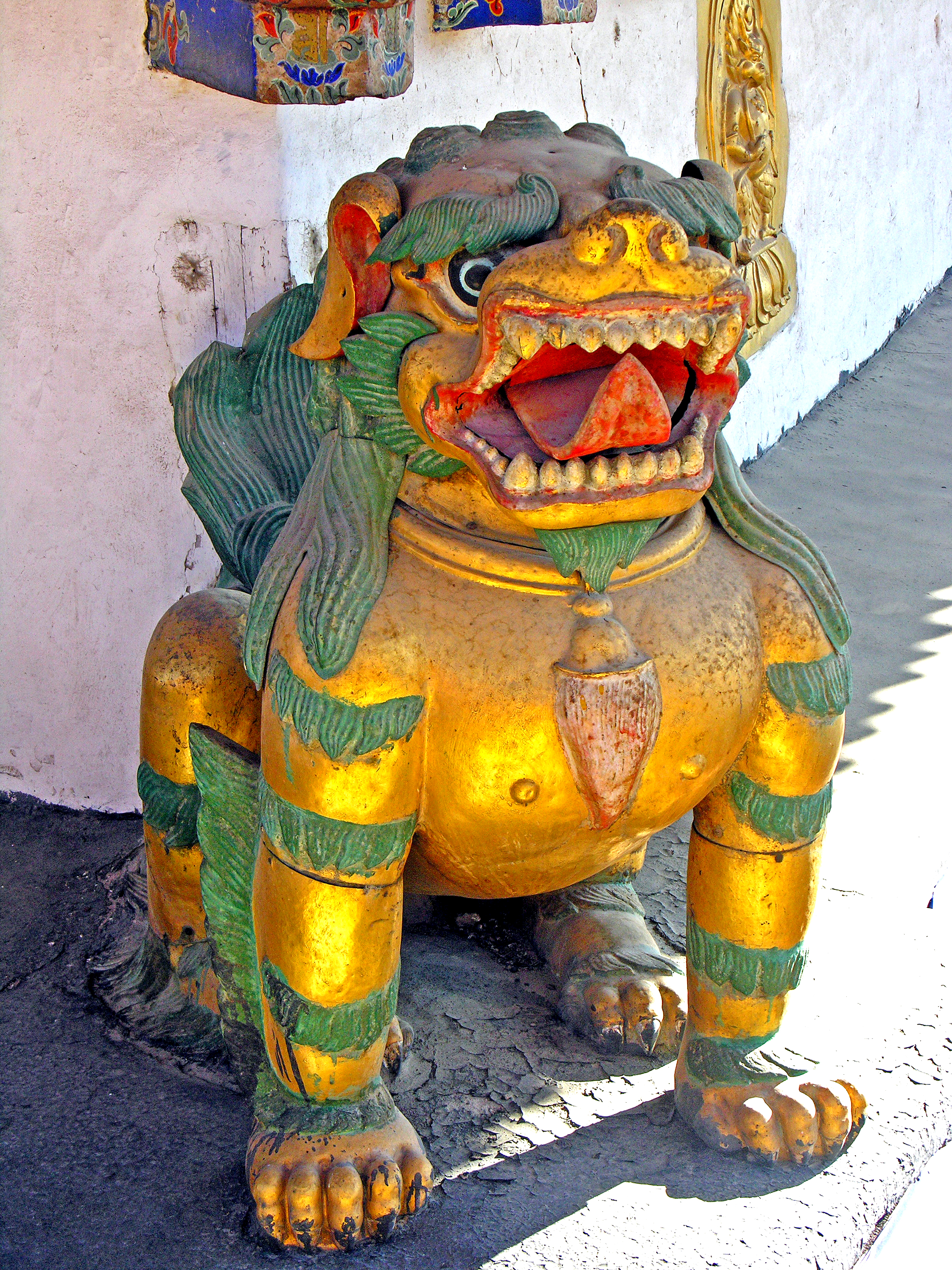
Lleó guardià a terra
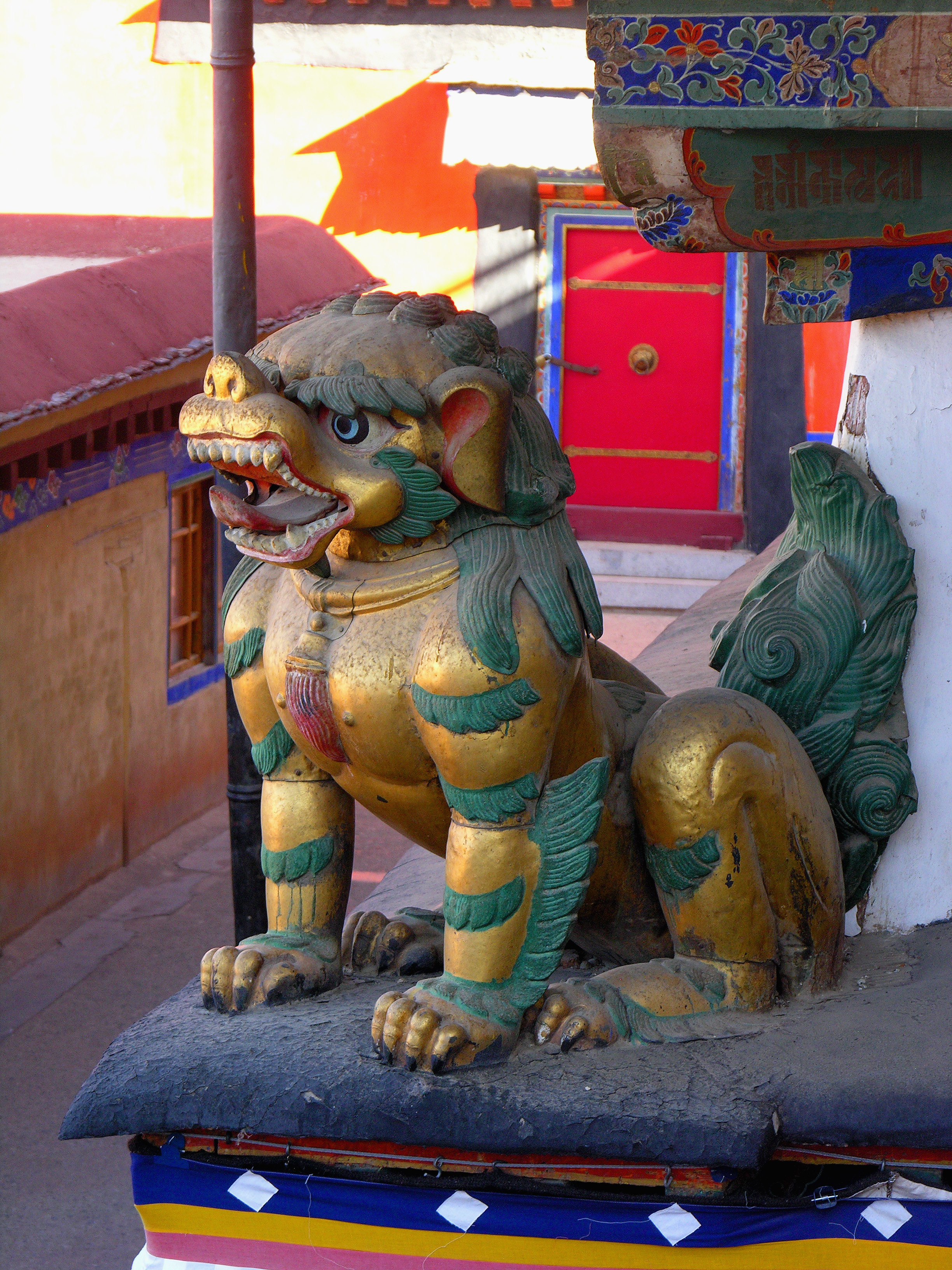
Lleó guardià al sostre
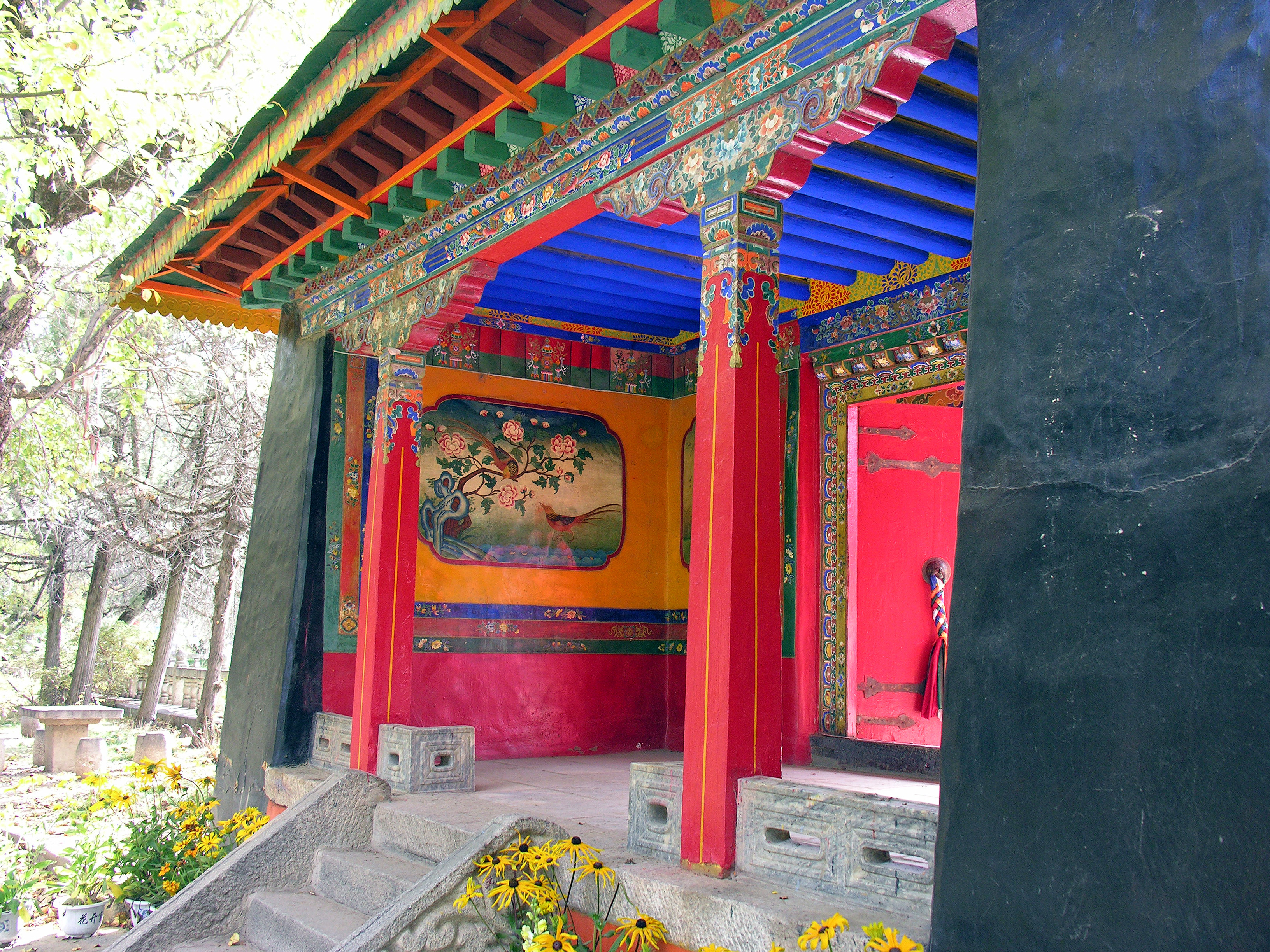
Entranda
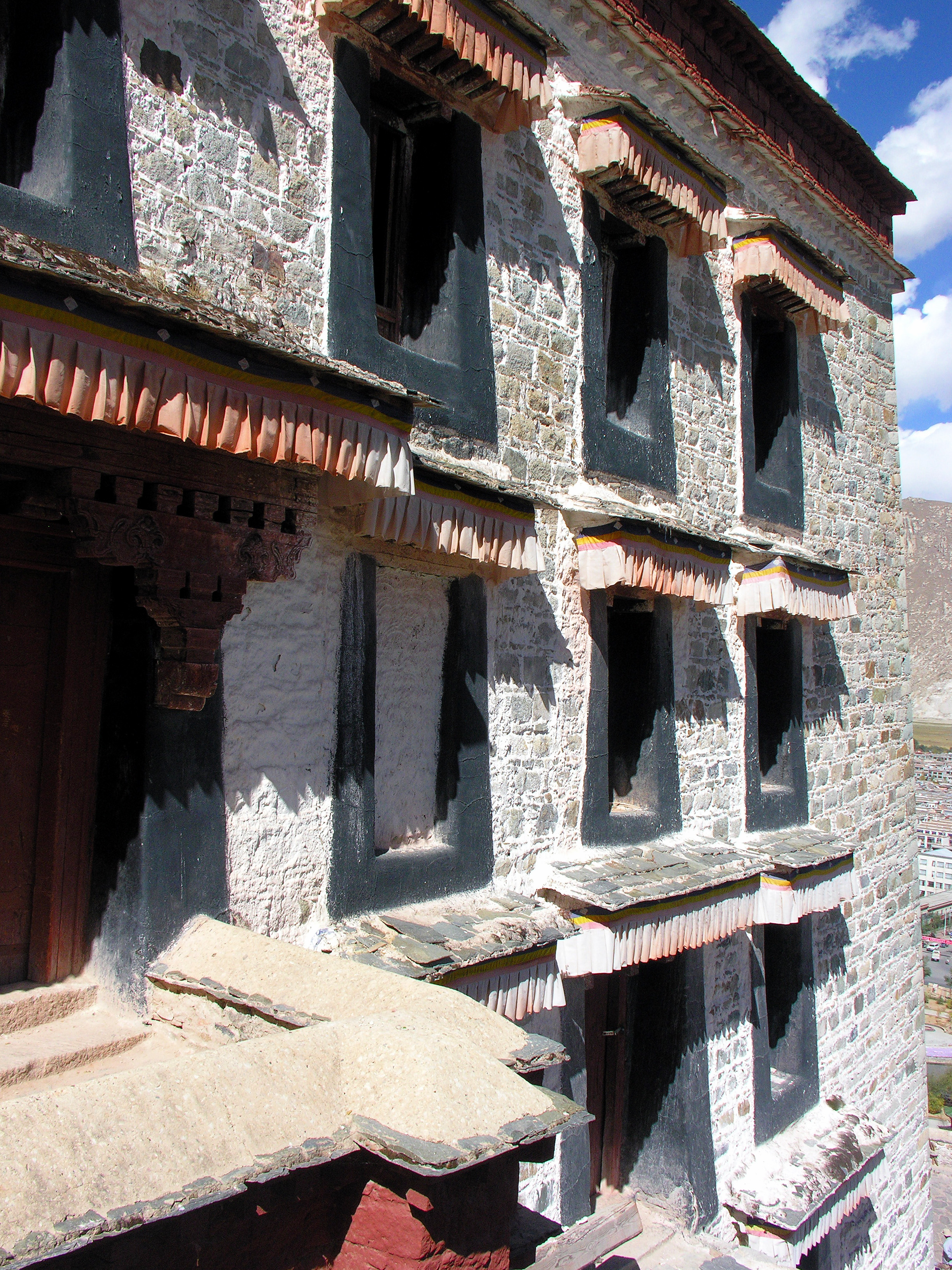
Finestres
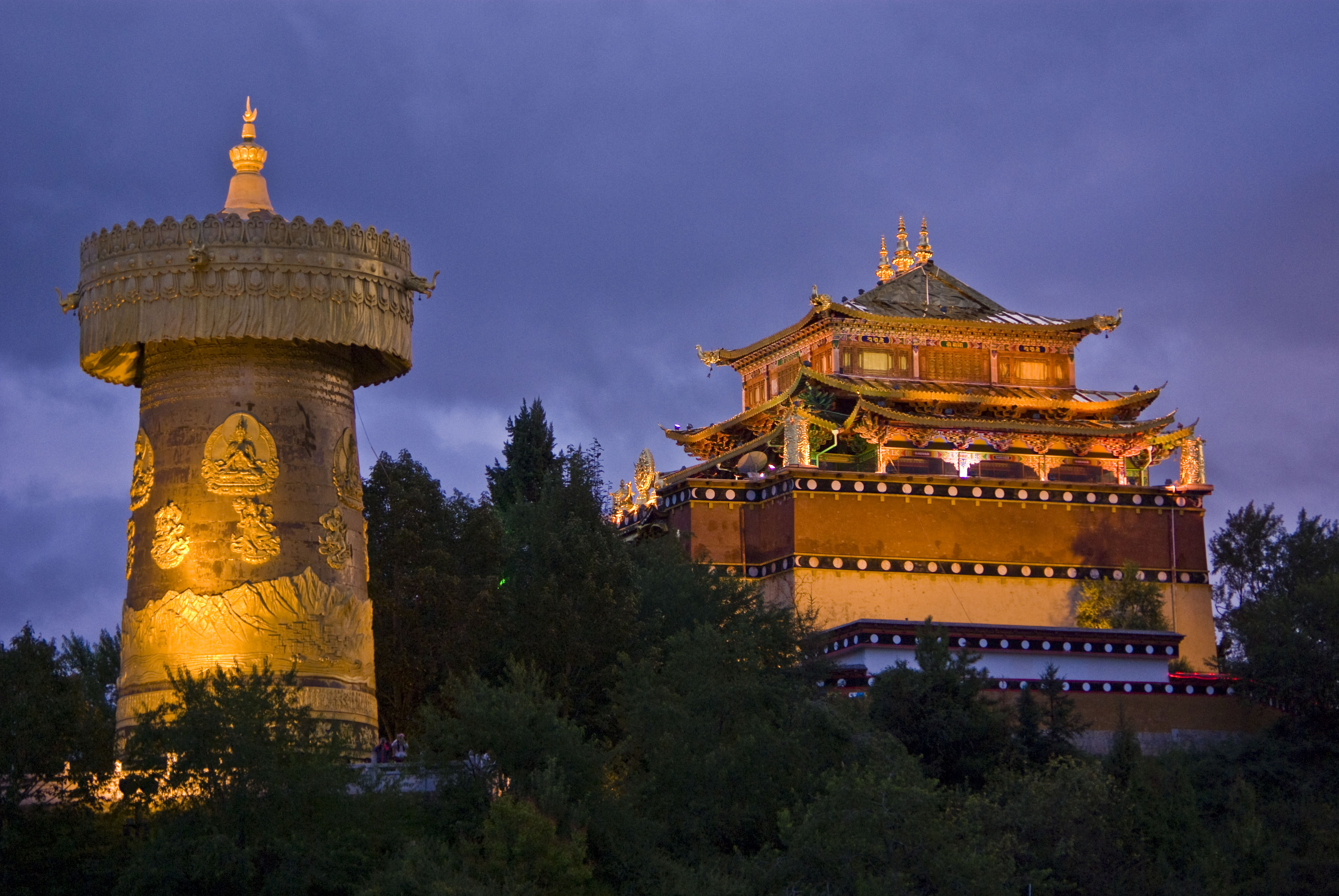
Temple de Guishan
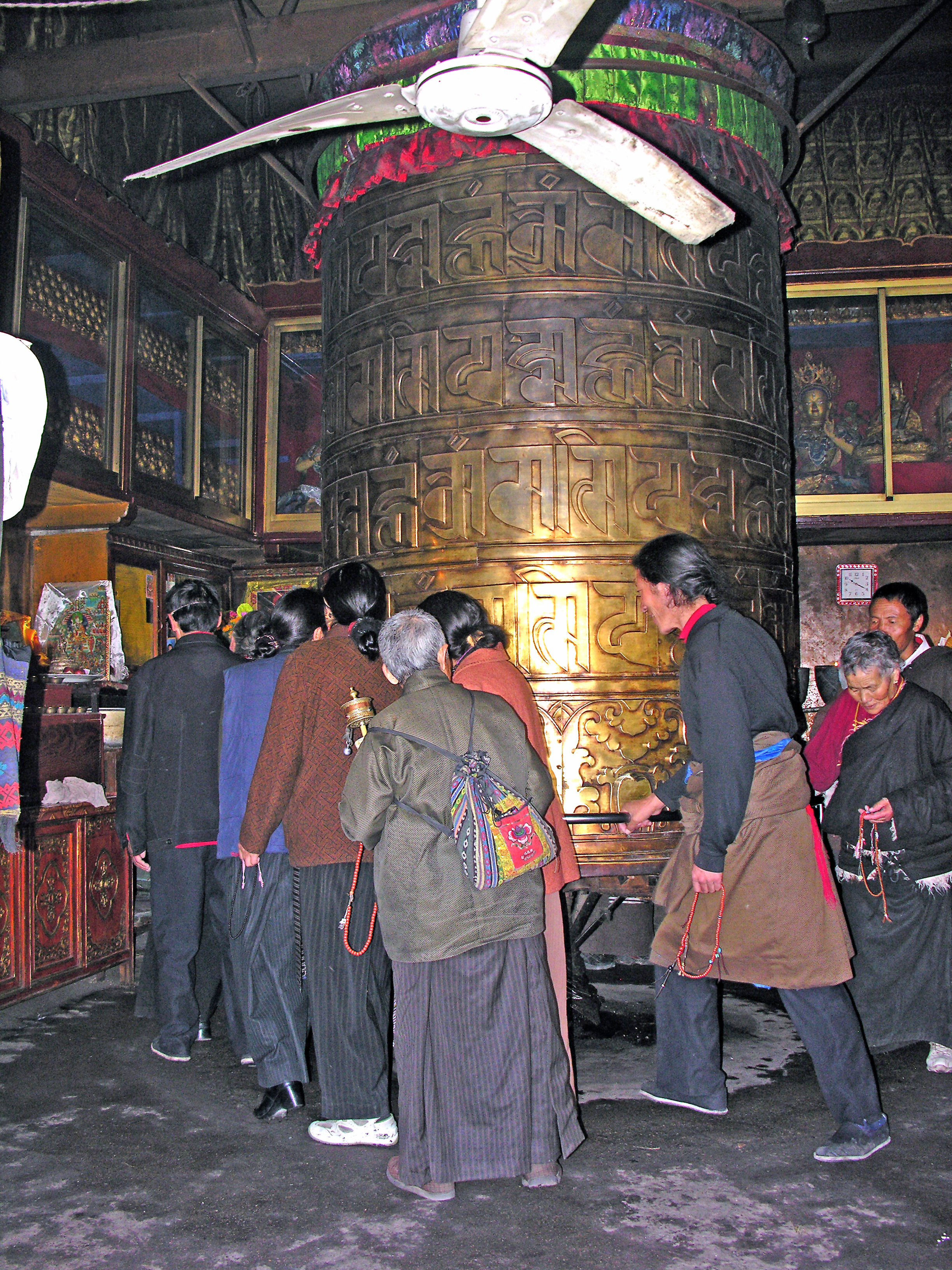
Roda de pregària

## Música

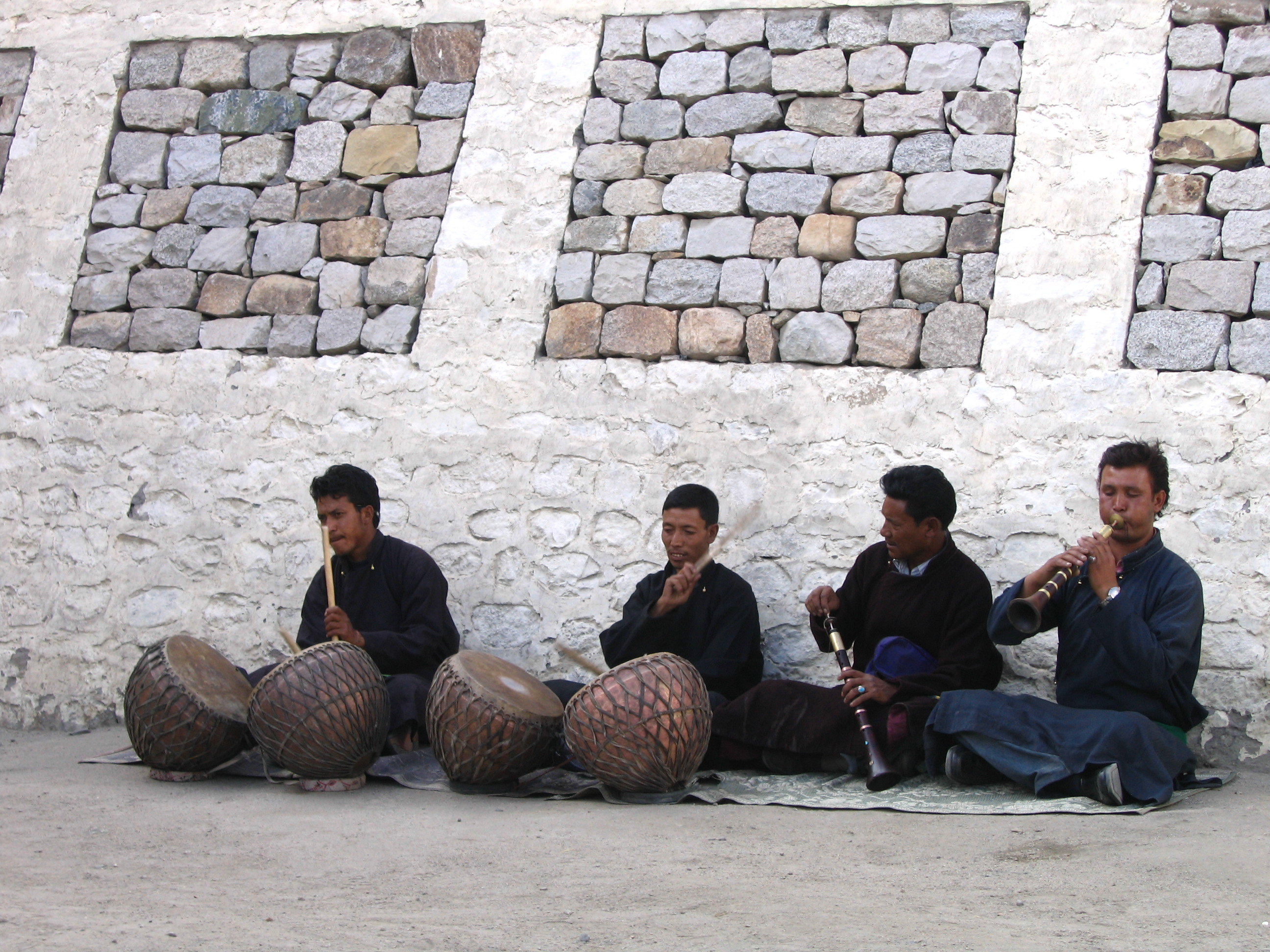
Músics als carrers de Ladakh al nord de l'Índia

La música del Tibet reflecteix l'herència cultural de la regió de l'Himàlaia, centrada en el Tibet però també en les regions on hi ha ètnies tibetanes: a l'Índia, Bhutan, Nepal i a l'estranger. La música tibetana és principalment religiosa, reflectint la profunda influència del budisme tibetà en la cultura.
La música tibetana sovint implica càntics en la llengua tibetana o en sànscrit, com a part integral de la religió. Aquests cants intricats, sovint recitacions de textos sagrats, també es practiquen durant la celebració de diverses festes. El cant yang, interpretat sense un moment de específic en el temps, s'acompanya de ressonància de tambors i a baix nivell, síl·labes sostingudes. També hi ha estils específics de diverses escoles del budisme tibetà, com la música clàssica popular del Gelugpa, i la música romàntica del Nyingmapa, Sakyapa i Kagyupa. Una altra forma de música popular és l'estil clàssic Gar, que es realitza per a ritus i cerimònies. La música Lu és un tipus de cançó que presenta vibracions glotals agudes. També hi ha les cançons èpiques dels herois del Tibet, com l'èpica de Gesar de Ling.

## Art

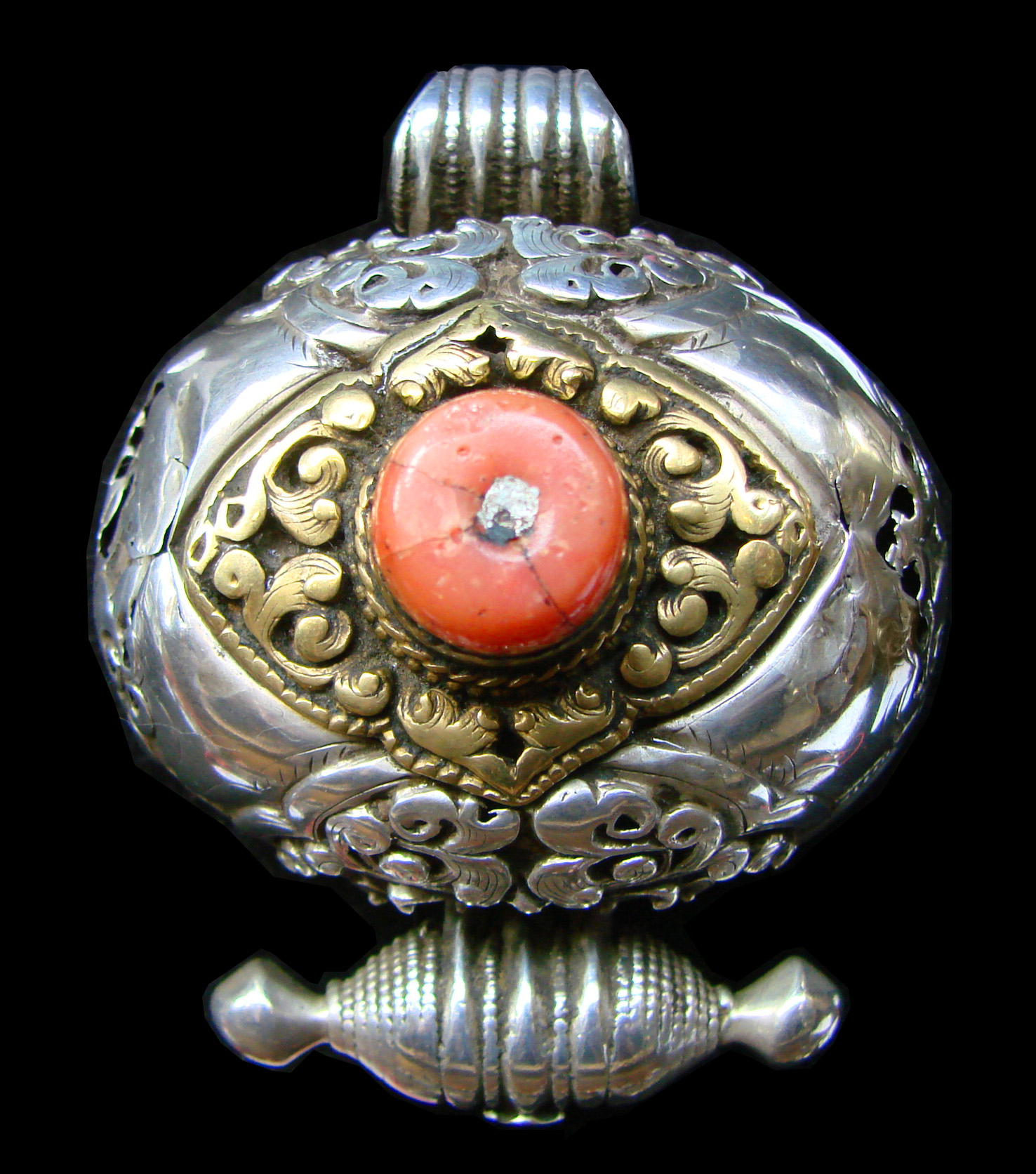
Penjoll de plata i corall.

Les representacions artístiques tibetanes estan intrínsecament lligades al budisme tibetà i normalment representen divinitats o budes de diverses formes que van des d'estàtues de bronze i santuaris fins a thangkas i mandales acolorides amb sorra de colors.
Les arts Regong, nascuts a la prefectura autònoma tibetana de Huangnan, es va inscriure l'any 2009 a la llista representativa del patrimoni cultural immaterial de la humanitat.

### Pintura

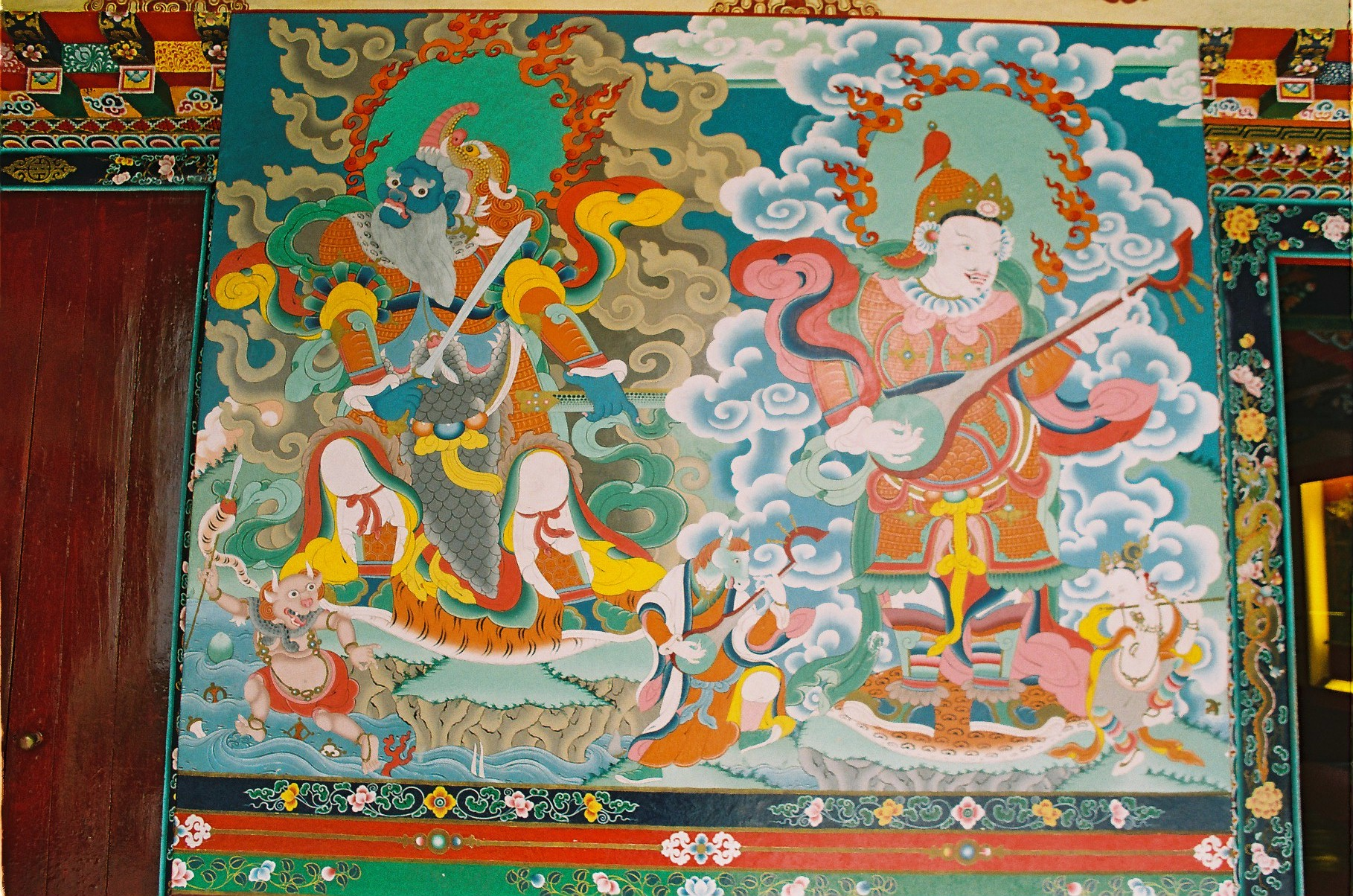
Un thangka pintat a l'Institut Namgyal de Tibetologia, Gangtok, Sikkim

Les Thangkas, consisteixen en rotlles penjats xinesos amb pintura nepalesa i caixmir, que es van crear per primer cop al segle xi. Son rectangulars i pintats sobre cotó o lli, expressen composicions que representen divinitats, monjos famosos i altres temes religiosos, astrològics i teològics. Per garantir que la imatge no s'esvaeixi, el quadre s'emmarca amb brocats de seda de colors i s'emmagatzema enrotllat. La paraula thangka significa "alguna cosa per rodar" i es refereix al fet que els thangkas es poden enrotllar fàcilment per al transport.
A més de thangkas, les pintures murals budistes tibetanes es poden trobar a les parets del temple, en els frescos, i mobiliari. Sovint tenen la intenció de servir com a suport per a la meditació.
En l'actualitat, artistes com Amdo Jampa, estudiant de Gendün Chöphel, és conegut pel seu estil fotorealista, i va fer famosos retrats del Dalai Lama i del Panchen Lama.

### Mandales
El mandala és un diagrama geomètric i simbòlic que es pot utilitzar com a suport per a la meditació. Certs mandales, molt elaborats i codificats, esdevenen semifiguratius, semiabstractes. El seu objectiu és centrar l'atenció dels practicants i dels adeptes, com a eina d'orientació espiritual, per establir un espai sagrat i ajudar a la meditació i la inducció al trànsit. Un mandala generalment representa el viatge espiritual, començant des de l'exterior fins al nucli interior, a través de capes.
El mandala de sorra és una tradició budista tibetana que implica la creació i destrucció de mandales de colors. Un mandala de sorra es desmunta ritualment un cop s'ha completat i s'acaben les cerimònies i la visualització que l'acompanyen per simbolitzar la creença doctrinal budista en la naturalesa transitòria de la vida material. Els monjos creen mandales de sorra, que col·loquen sobre una taula plana elevada després de dibuixar primer el contorn bàsic. La sorra de colors es diposita ordenadament a la taula mitjançant l'extrem d'un embut metàl·lic conegut com a chang-bu. La construcció del mandala és en si mateixa una pràctica espiritual. A la sala altres monjos mediten i resen per enfortir la budeïtat i així beneir el mandala, que s'oferirà als Budes i a l'Univers.

Art tibetà
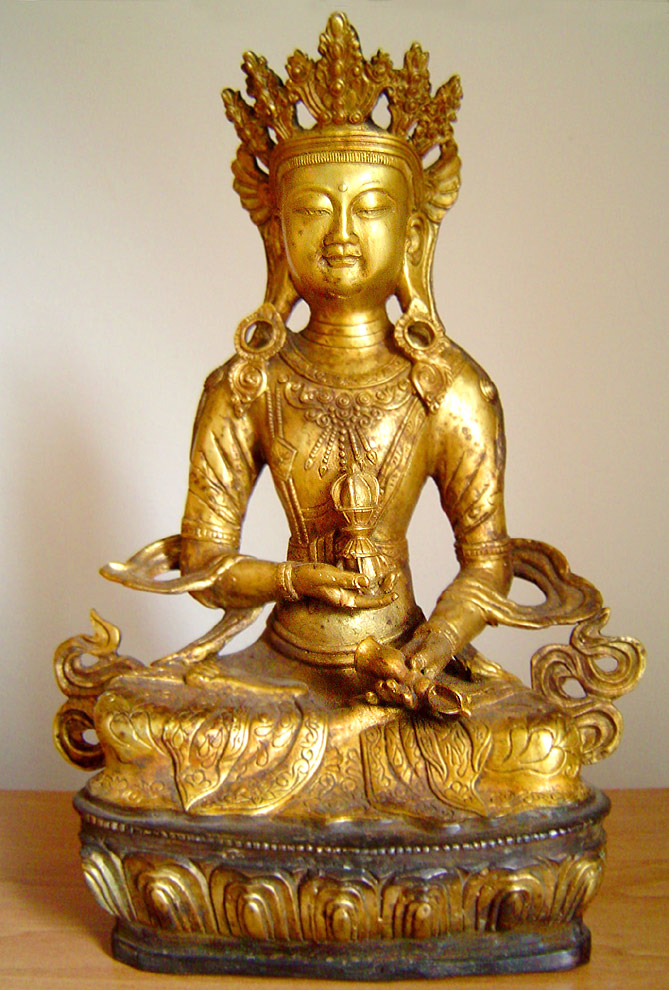
Estàtua Vajrasattva
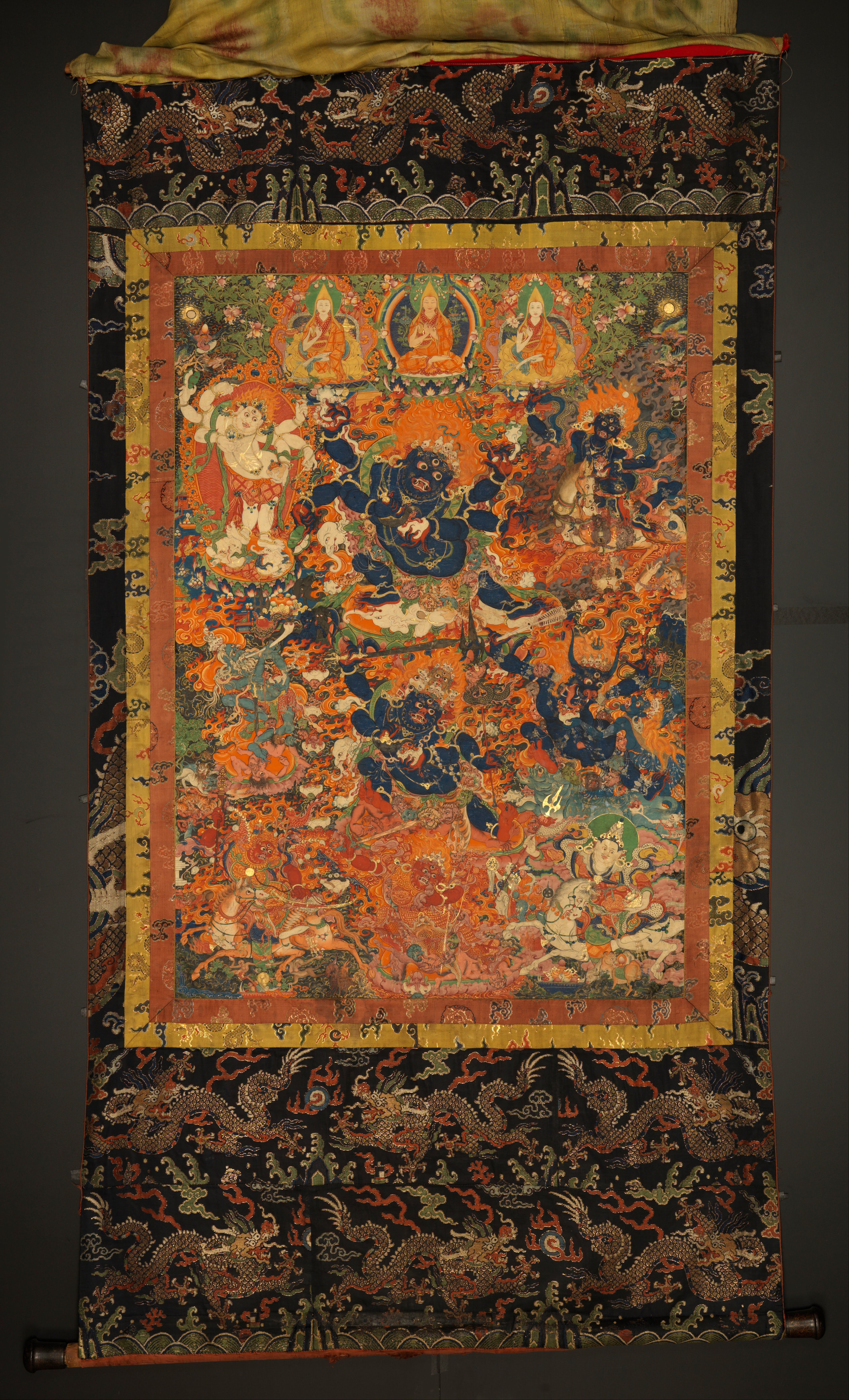
Thangka
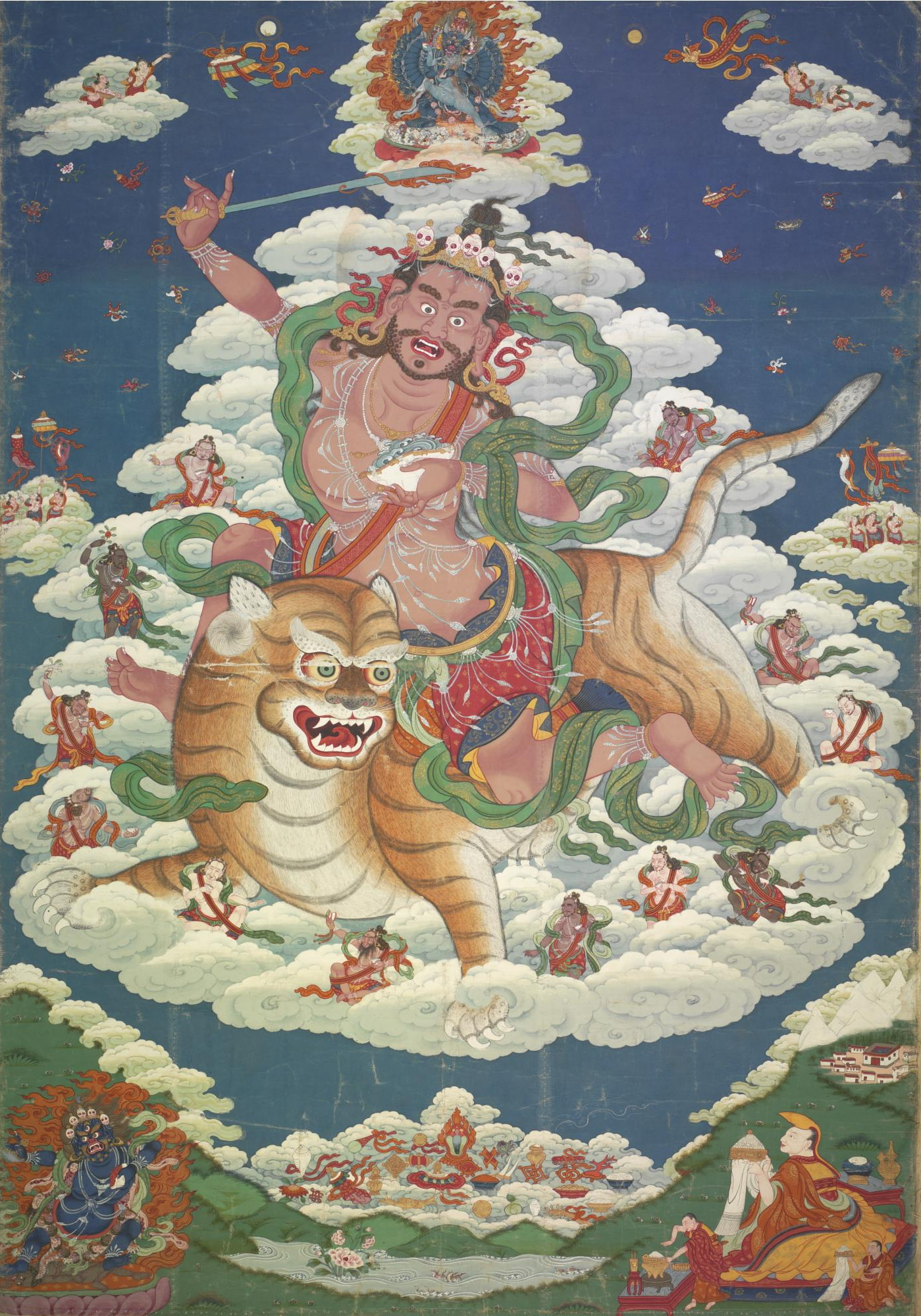
Je Tsongkhapa com mahasiddha
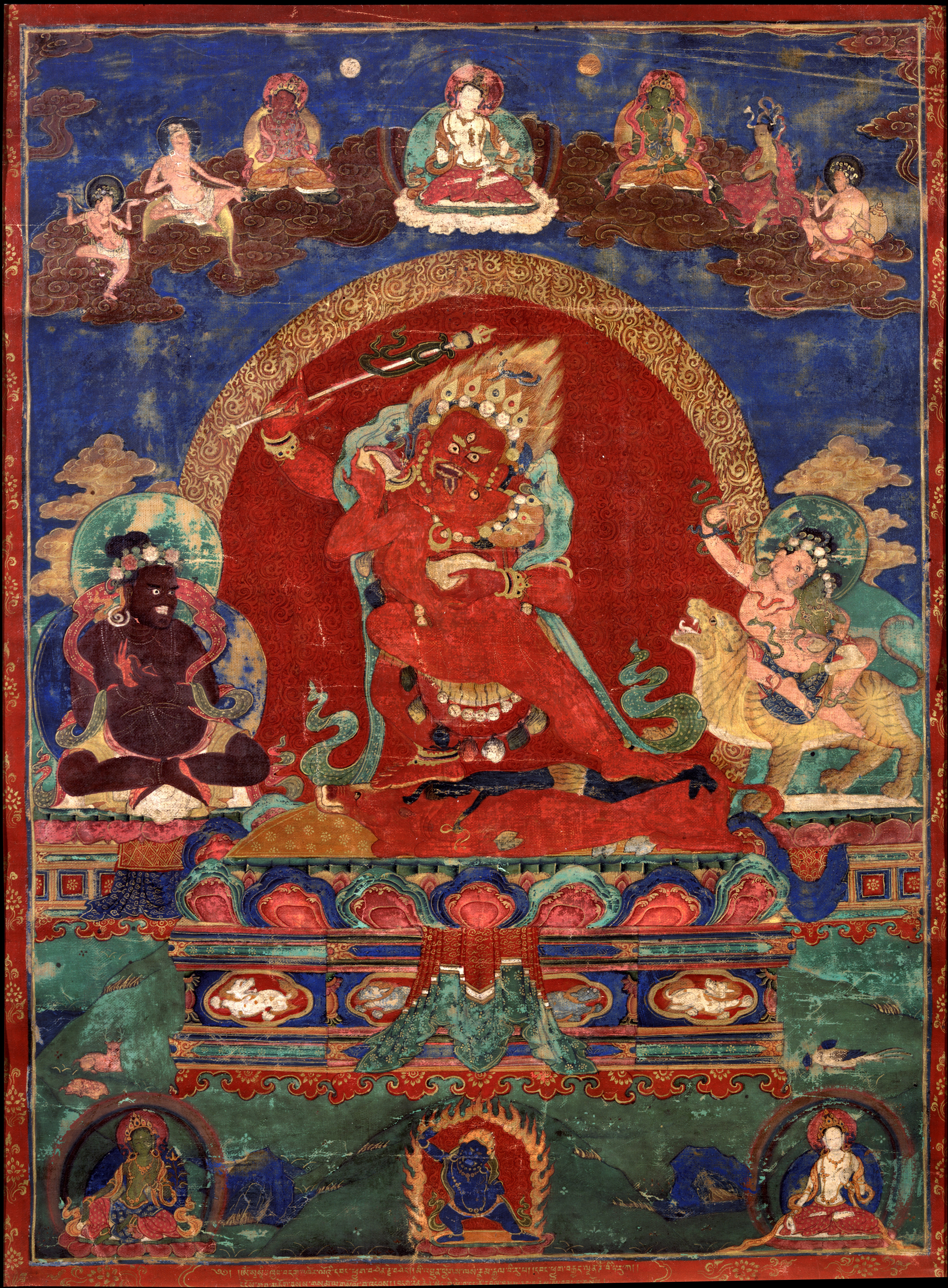
Rakta Yamari
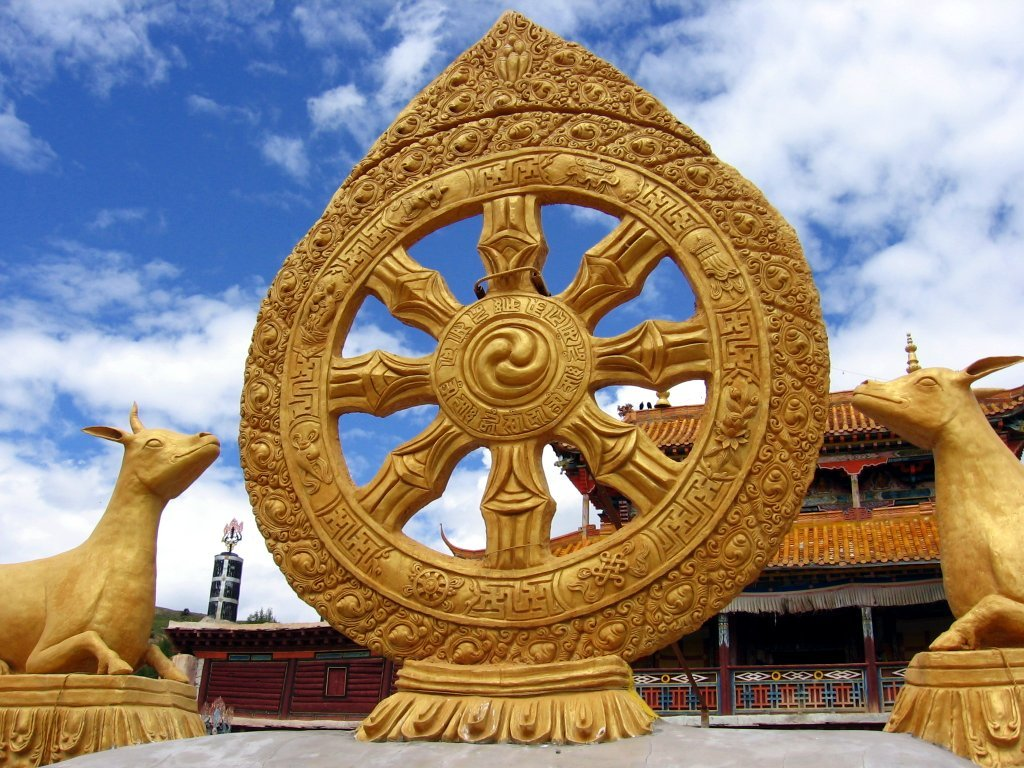
Dharmachakra
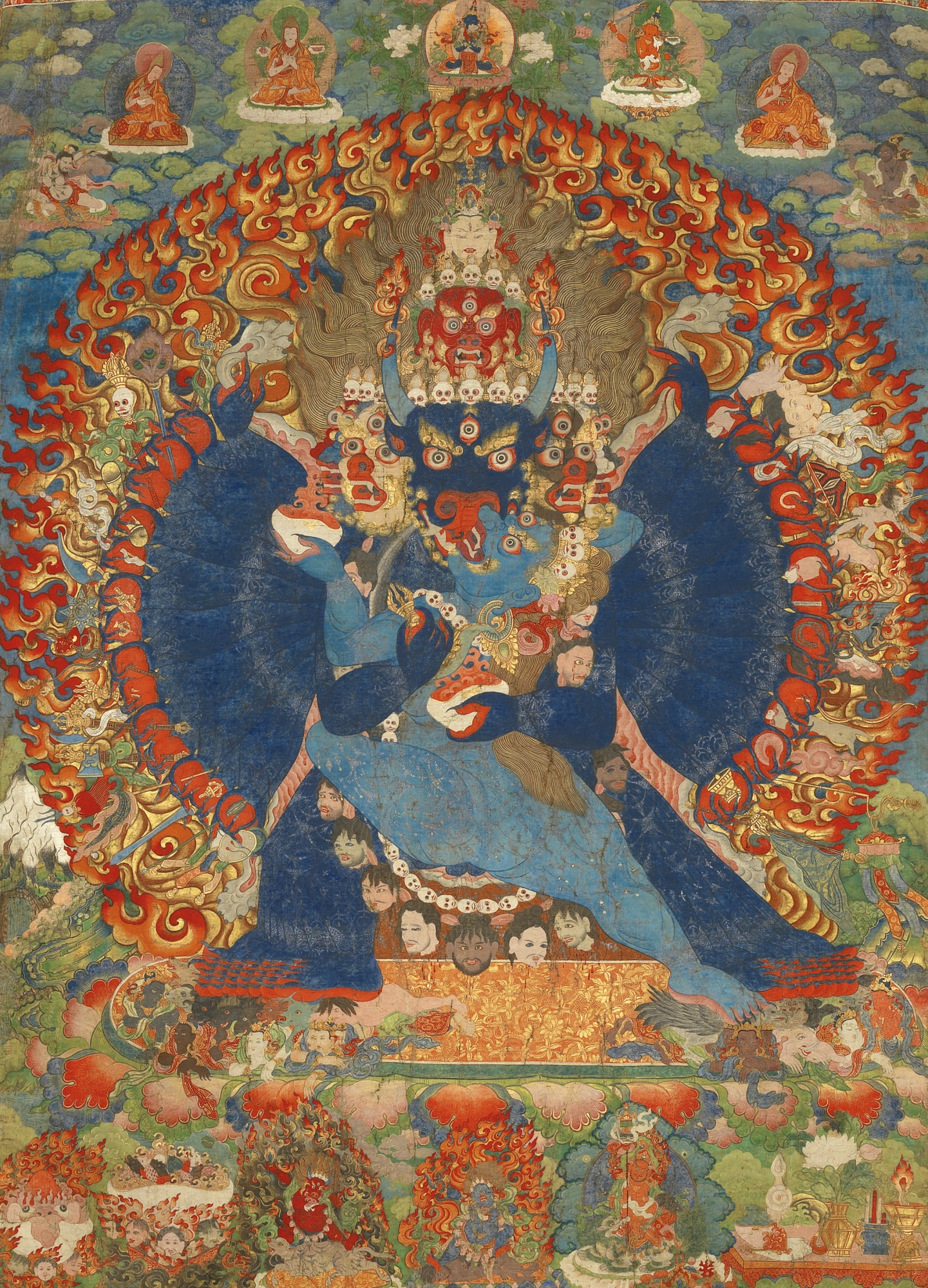
Yamantaka
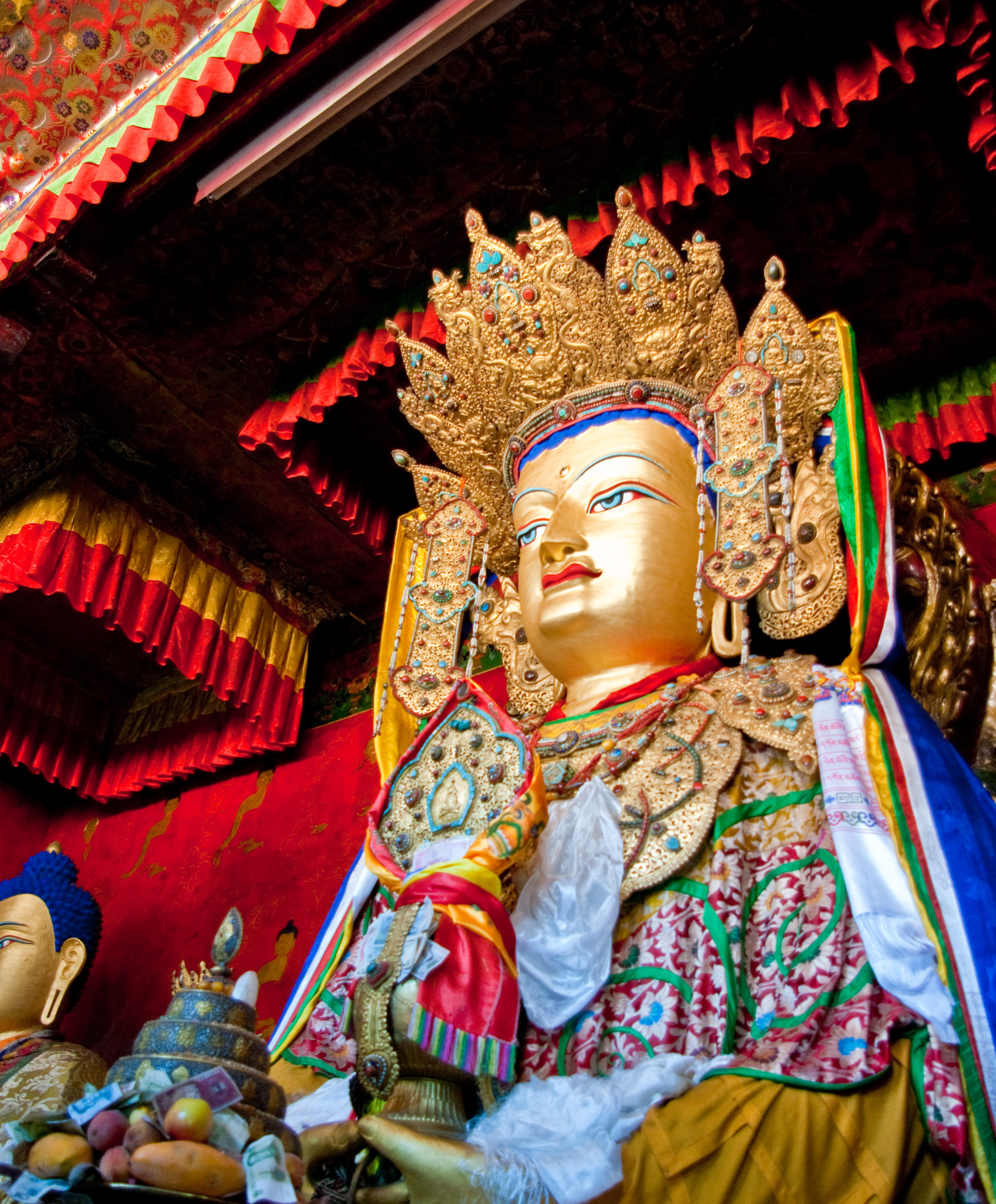
Estàtula de Buda
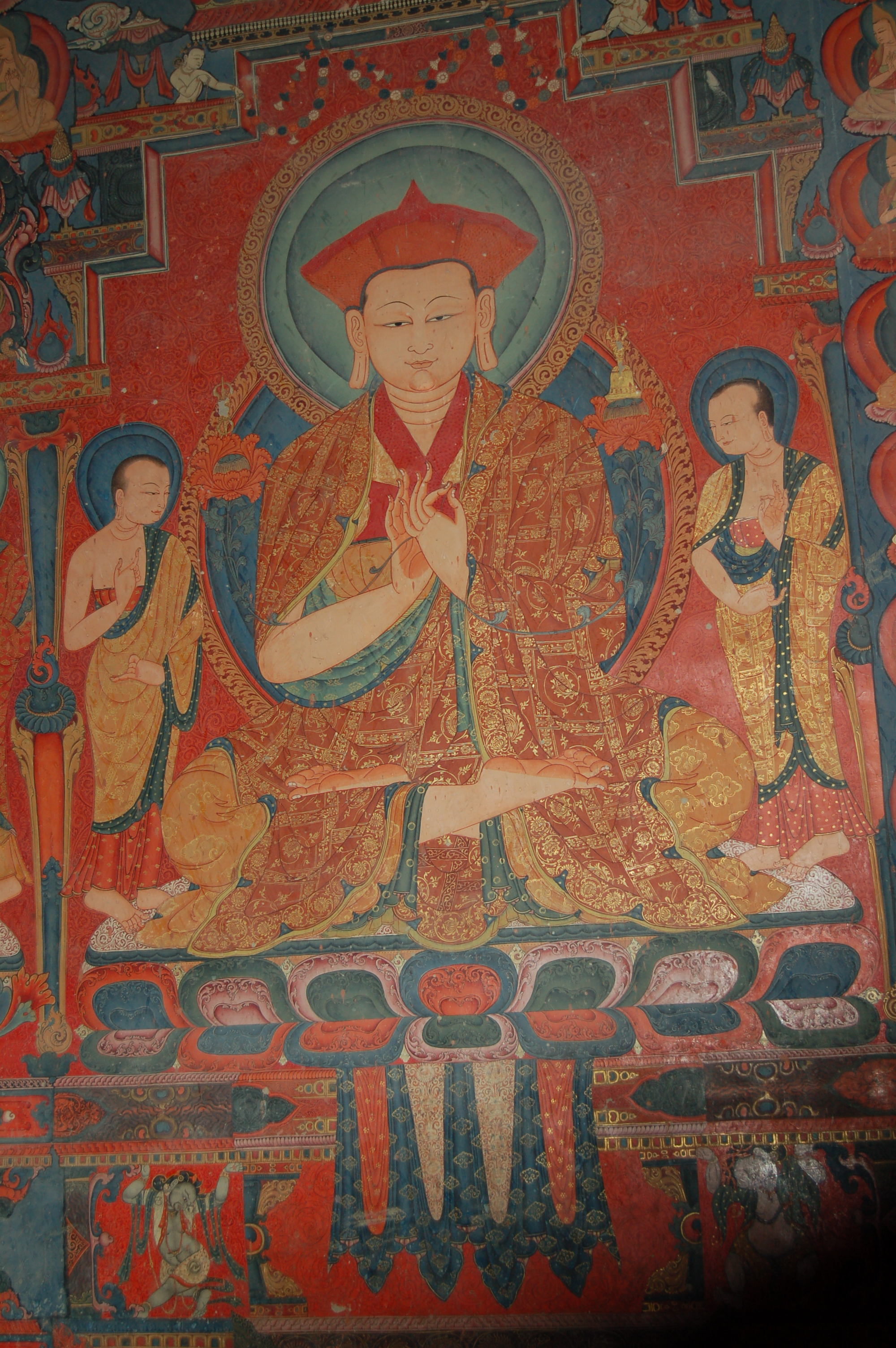
Fresc
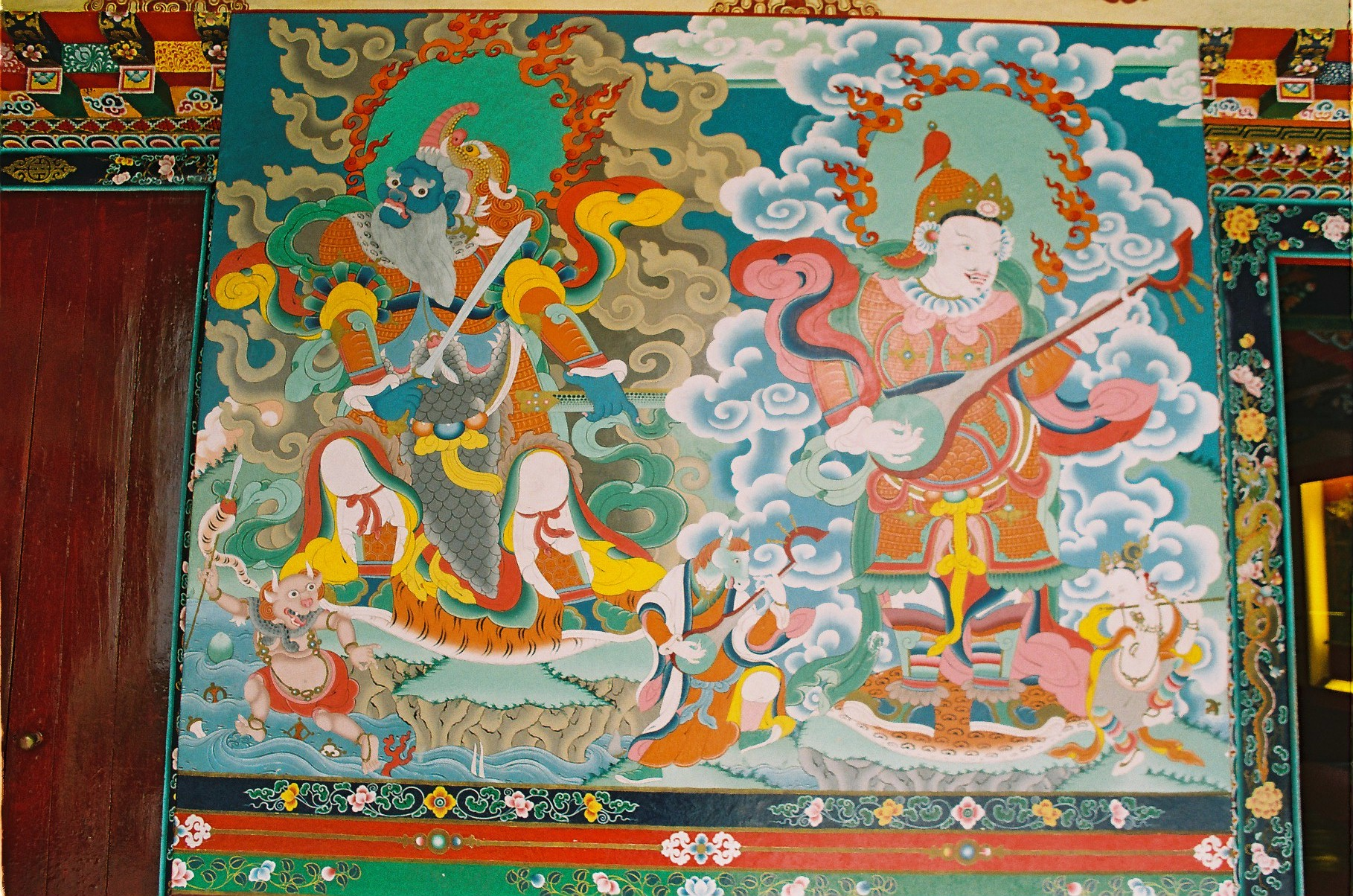
Fresc
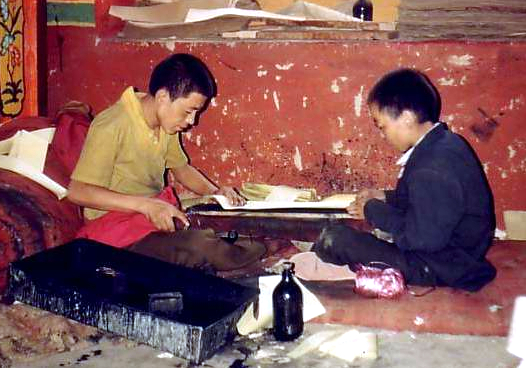
Joves monjos impressió xilogràfica, Monastir Sara, Tibet
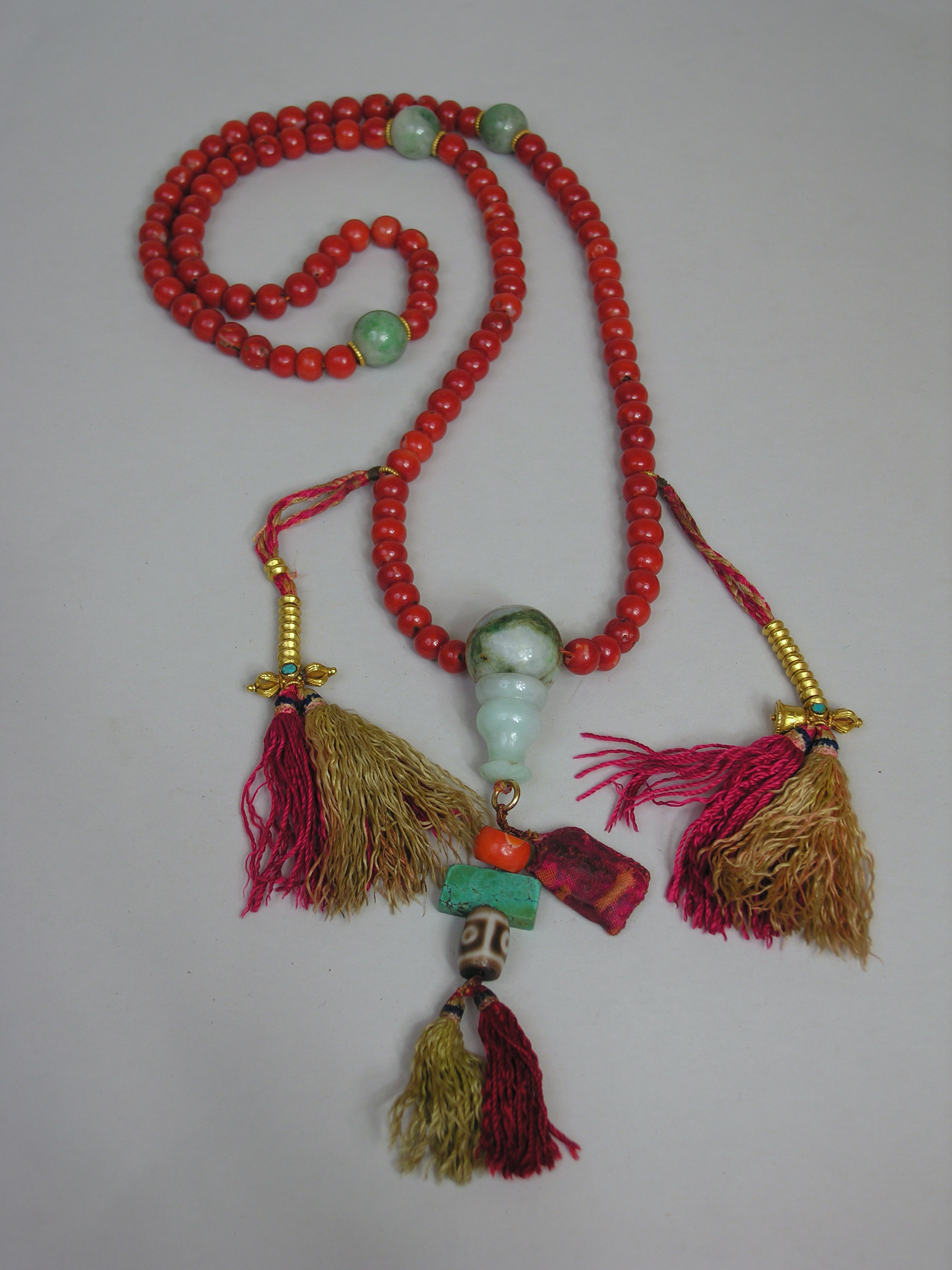
Coral Cordó d'oració
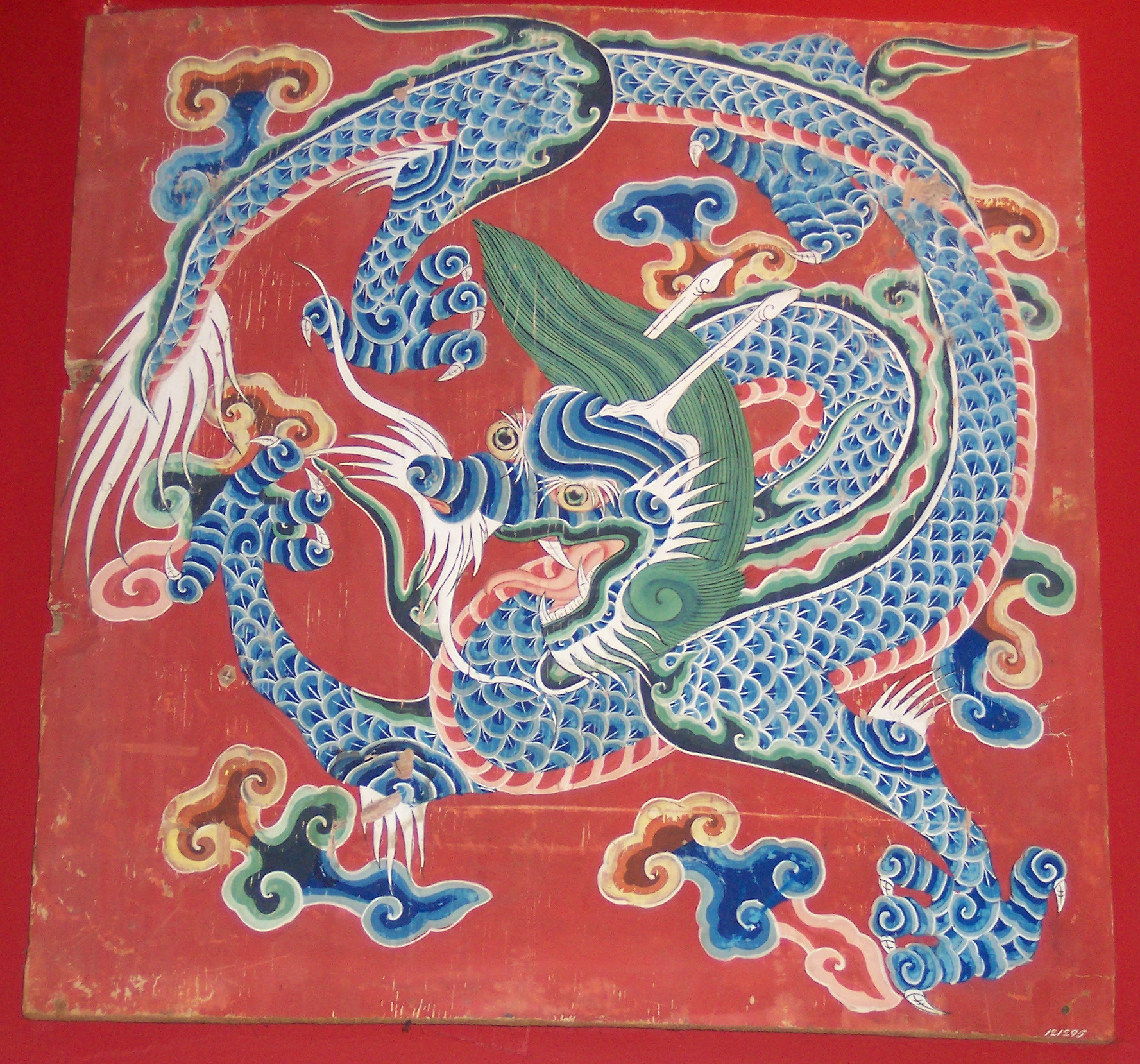
Druk, drac dels Himalaies

## Calendari
El calendari tibetà és un calendari lunisolar, és a dir, l'any tibetà es compon de 12 o 13 mesos lunars, cadascun començant i acabant amb una lluna nova. S'afegeix un tretzè mes aproximadament cada tres anys, de manera que un any tibetà mitjà és igual a l'any solar. El nom dels mesos són (མཆུ་ ཟླ་ བ ་.) Gener (དབོ་ ཟླ་ བ ་.) Febrer (ནག་ པ་ ཟླ་ བ ་.) ་ Març, (ས་ ག་ ཟླ་ བ ་. ་) Abril () སྣྲོན་ ཟླ་ བ ་.) Maig (ཆུ་ སྟོད་ ཟླ་ བ ་.) Juny (གྲོ་ བཞིན་ ཟླ་ བ ་.) Juliol (ཁྲུམས་ སྟདོ ་.) Agost (དབྱུ་ གུ་ ཟླ་ བ ་.) Setembre (སྨིན་ དྲུག་ ཟླ་ བ ་.) Octubre (གོ་ ཟླ་ བ ་.) Novembre i (རྒྱལ་ ཟླ་ བ ་.) Desembre. |-, però el quart mes que s'anomena saga dawa, o Vesak que celebra el naixement i la il·luminació de Buda.

### Dies de la setmana
| Dia        | Tibetà (Wylie)               | Transcripció fonètica | Objecte |
| ---------- | ---------------------------- | --------------------- | ------- |
| diumenge   | གཟའ་ཉི་མ་ (gza 'nyi ma)       | Sa nyi-ma             | Sol     |
| El dilluns | གཟའ་ཟླ་བ་ (gza 'zla ba)       | Sa da-wa              | Lluna   |
| dimarts    | གཟའ་མིག་དམར་ (gza 'mig dmar)  | El seu Mik-mar        | març    |
| dimecres   | གཟའ་ལྷག་པ་ (gza 'lhak pa)     | Sa Lhak-ba            | Mercuri |
| dijous     | གཟའ་ ཕུར་ པུ་ (gza 'phur bu)   | Sa Phur-bu            | Júpiter |
| divendres  | གཟའ་ པ་ སངས་ (gza 'pa sangs) | El seu Ba-sang        | Venus   |
| dissabte   | གཟའ་སྤེན་པ་ (gza 'spen pa)     | El seu ben-ba         | Saturn  |

Nyima " Sol ", Dawa" Lluna "I Lhagpa" Mercuri Són els noms que es donen amb freqüència als nens nascuts respectivament diumenge, dilluns o dimecres.

## Festivals

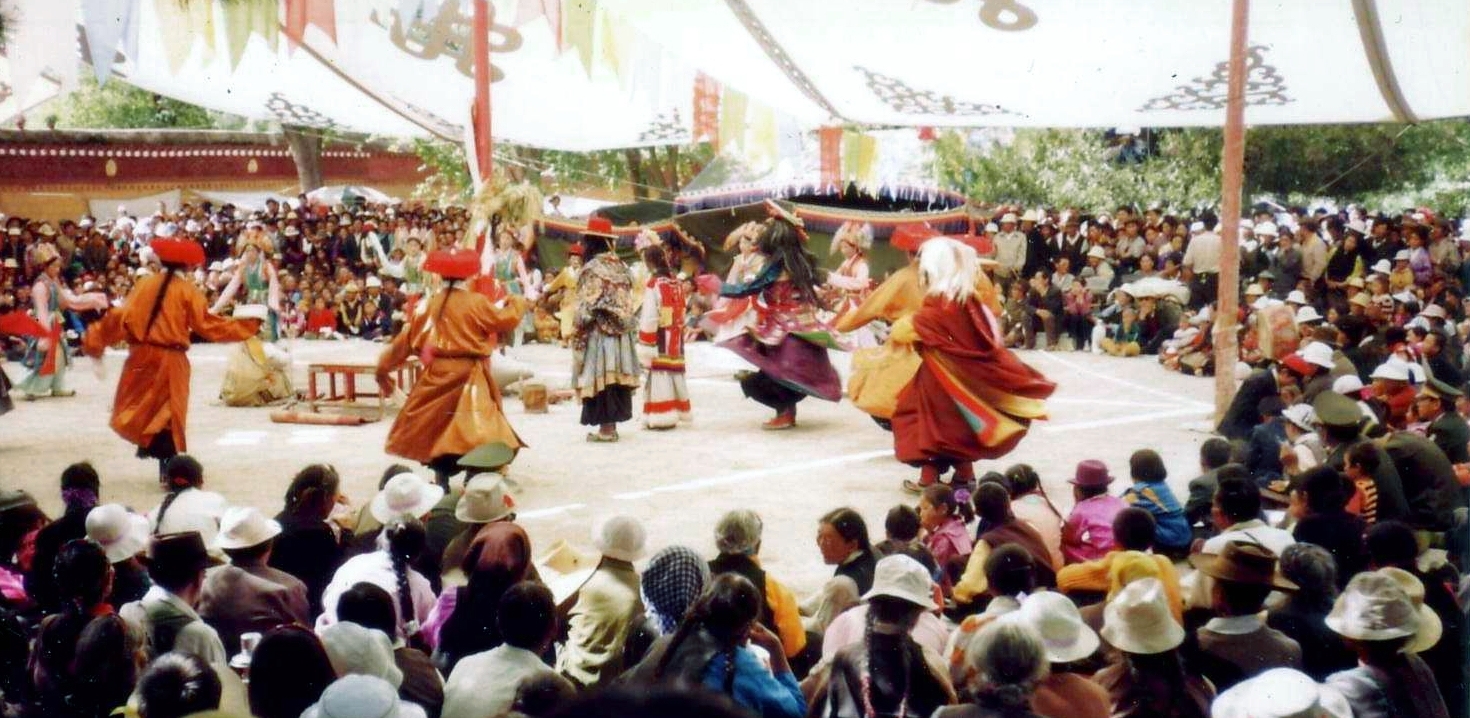
El festival Sho dun (Shoton).

El Tibet té diversos festivals que se celebren habitualment en honor al Buda. Losar és el Festival d'Any Nou tibetà. El segueix, en el primer mes del calendari tibetà, el Festival de Monlam en el qual molts tibetans ballen i participen en esdeveniments esportius i pícnics.

## Llengües

"Om mani padme hum" en tibetà.

La llengua tibetàna es parla en una varietat de dialectes a totes les parts de l'àrea habitada per tibetà, que cobreix 1/2 milió de milles quadrades. Alguns d'aquests dialectes són tonals com la llengua xinesa, mentre que altres es mantenen no tonals. Històricament el Tibet es va dividir en tres províncies culturals anomenades U-Tsang, Kham i Amdo. Cadascuna d'aquestes tres províncies ha desenvolupat el seu propi dialecte del tibetà. El més parlat és el dialecte de Lhasa, també anomenat tibetà estàndard, que es parla al Tibet central i també a l'exili per la majoria dels tibetans. A Kham es parla el dialecte tibetà Kham i a Amdo el dialecte tibetà Amdo. Els dialectes tibetans estan subjectes a les llengües tibètiques que formen part de les llengües tibetobirmanes. El tibetà modern deriva del tibetà clàssic, que és la norma escrita, i del tibetà antic. La llengua oficial de Bhutan, el dzongkha, també està estretament relacionada amb el tibetà.
Les llengües que es parlen més al Tibet són el Geman Deng, Groma i el Tibetà.

## Roba

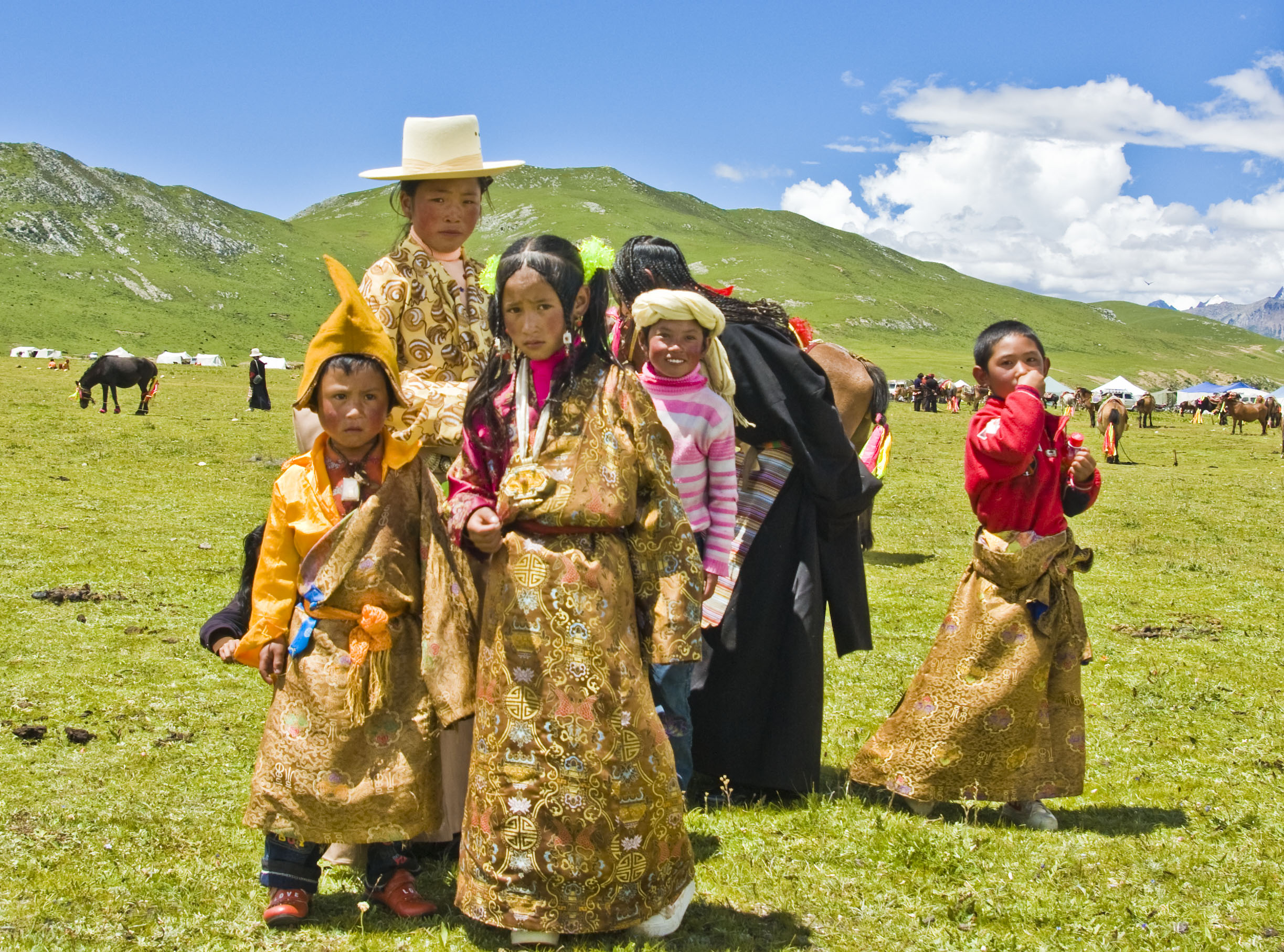
Nens amb roba tradicional al Tibet

Els tibetans tendeixen a ser conservadors en el seu vestit i, tot i que alguns han començat a portar roba occidental, els estils tradicionals encara abunden. Les dones porten vestits embolcallats de color fosc sobre una brusa i un davantal de llana teixit de ratlles de colors, anomenat pangden, que indica que estan casades. Tant els homes com les dones porten mànigues llargues fins i tot als mesos d'estiu.
A excepció dels lames que s'afaiten el cap, els tibetans porten els cabells llargs o amb una trena enrotllada al cap que s'adornat amb un patró de trenes menors que fan que tot sembli una mena de corona. Sovint porten un enorme barret cònic de feltre, que varia de forma segons el barri d'on provenen. A l'orella esquerra porten un anell de plata decorat amb un enorme ornament de corall o turquesa. El seu vestit no és elaborat. Normalment consisteix només en una chuba, una túnica llarga i àmplia amb mànigues amples i allargades que pengen gairebé a terra. Aquesta està atrapada a la cintura per una faixa de llana, de manera que les seves faldilles arriben només als genolls i els seus plecs superiors formen una enorme butxaca circular al voltant del pit de qui la porta que s'anomena ampa.
Compten amb una àmplia gamma d'estris: un bol per menjar, una bossa de tsampa i altres estris. Moltes chubes estan fetes de llana, ja sigui la llana grisa que filen a Sichuan o les càlides i suaus de Lhasa, tenyides d'un vermell fosc ric. Els nòmades, en canvi, porten generalment una chuba de pell d'ovella, cosida a mà i adobada cruament en mantega, amb el velló per dins. Els tibetans de la ciutat són comerciants en la seva majoria, complementen aquesta peça amb butxaques de cotó o llana i una samarreta interior de cotó o seda amb mànigues llargues. Els nòmades normalment no porten res a sota, encara que a l'hivern de vegades es posen trossos de pells d'ovella. Els tibetans gairebé mai s'aixequen els seus chubes sobre el pit.També tenen els peus nus dins de les seves grans botes altes.

## Catifes tibetanes
La fabricació de catifes tibetanes és una artesania antiga i tradicional. Les catifes tibetanes es fan tradicionalment amb llana d'ovella tibetana de les terres altes, anomenada changpel. Els tibetans utilitzen catifes per a molts propòsits que van des del sòl fins a penjar a la paret fins a selles de cavall, tot i que l'ús més comú és com a catifa per seure. Una catifa de dormir típica sol mesurar entre 0,91 m × 1,52 m i s'anomena khaden.

Poble tibetà
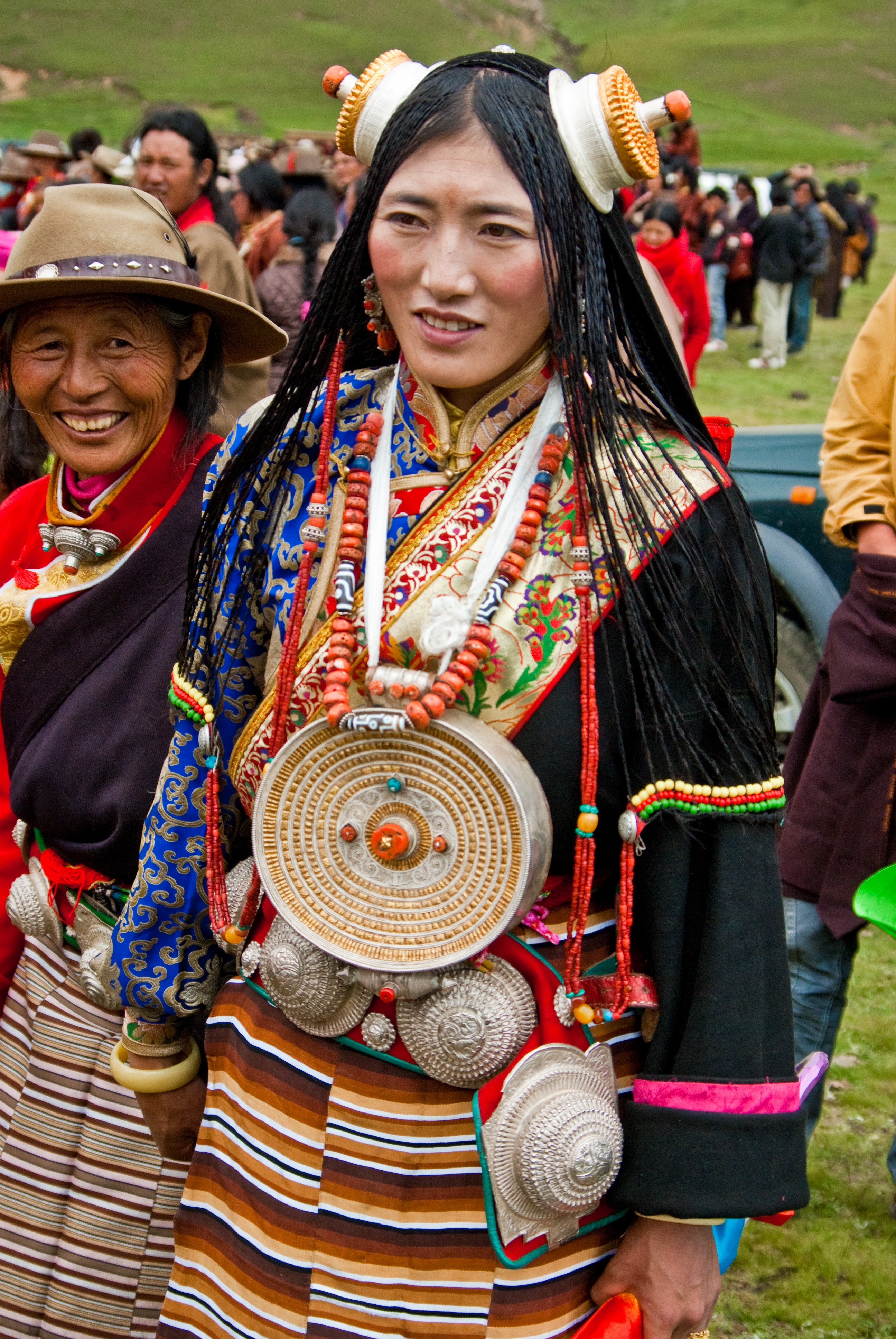
Dona jove amb un chuba
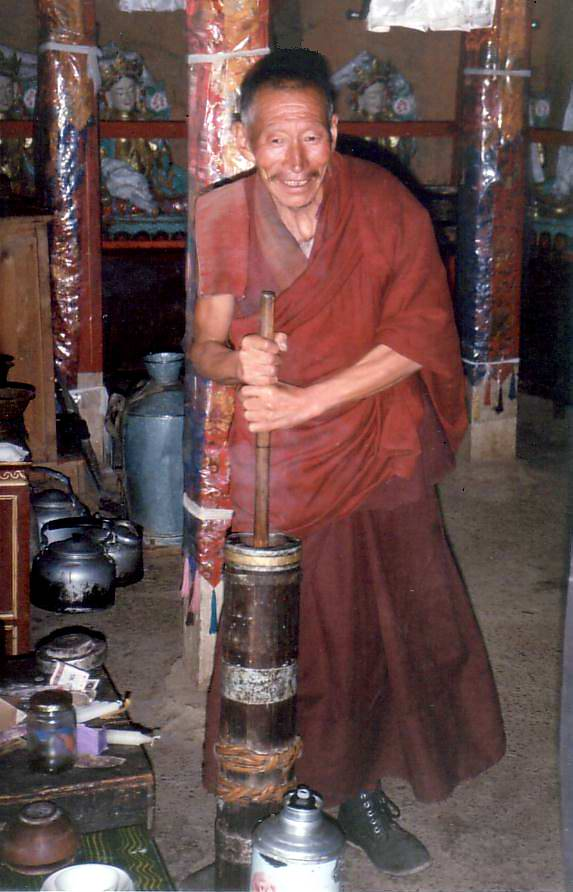
Monjo bategant te amb mantega
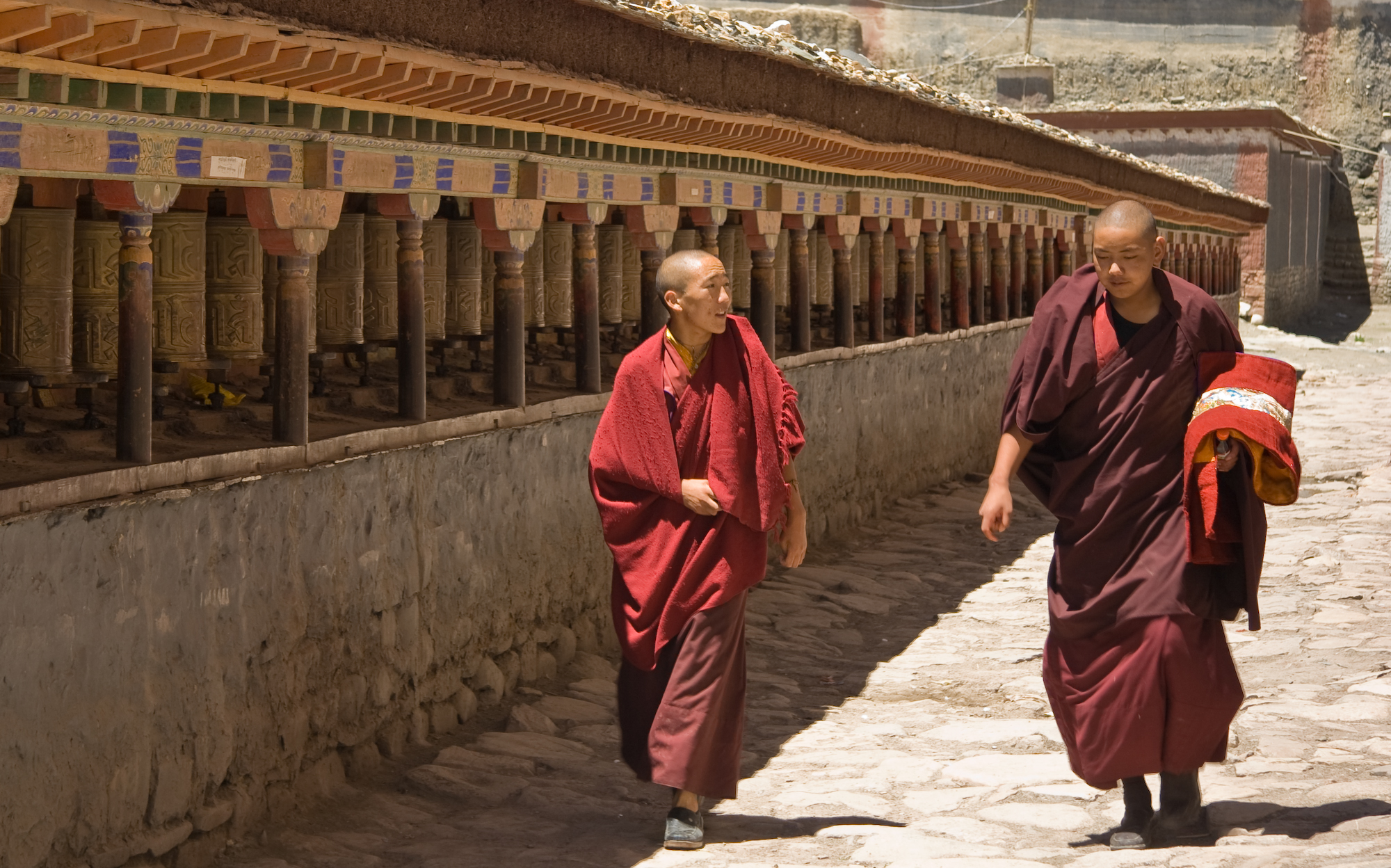
Monjos al Monestir Sakya
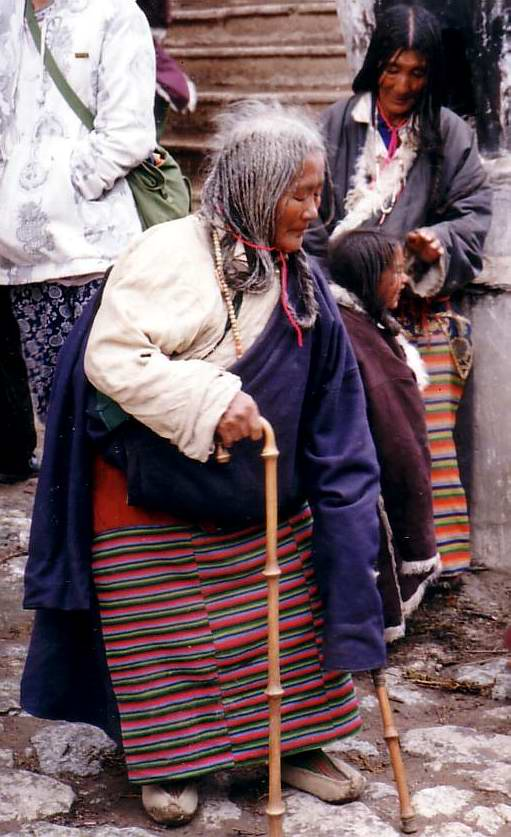
Ancia pelegrí
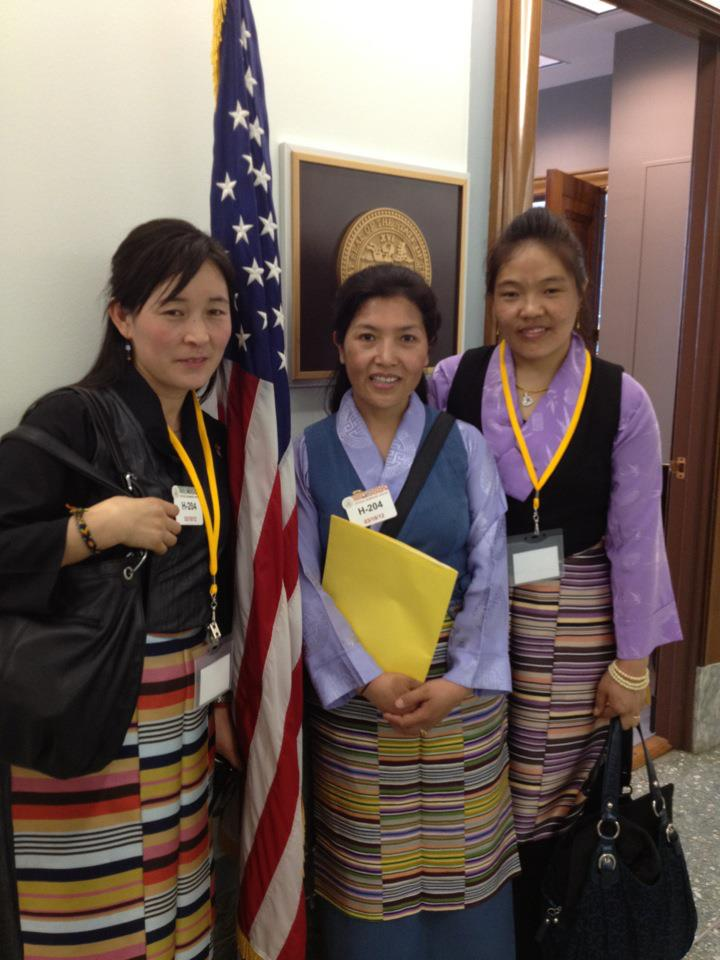
Dones tibetanes a la Casa Blanca
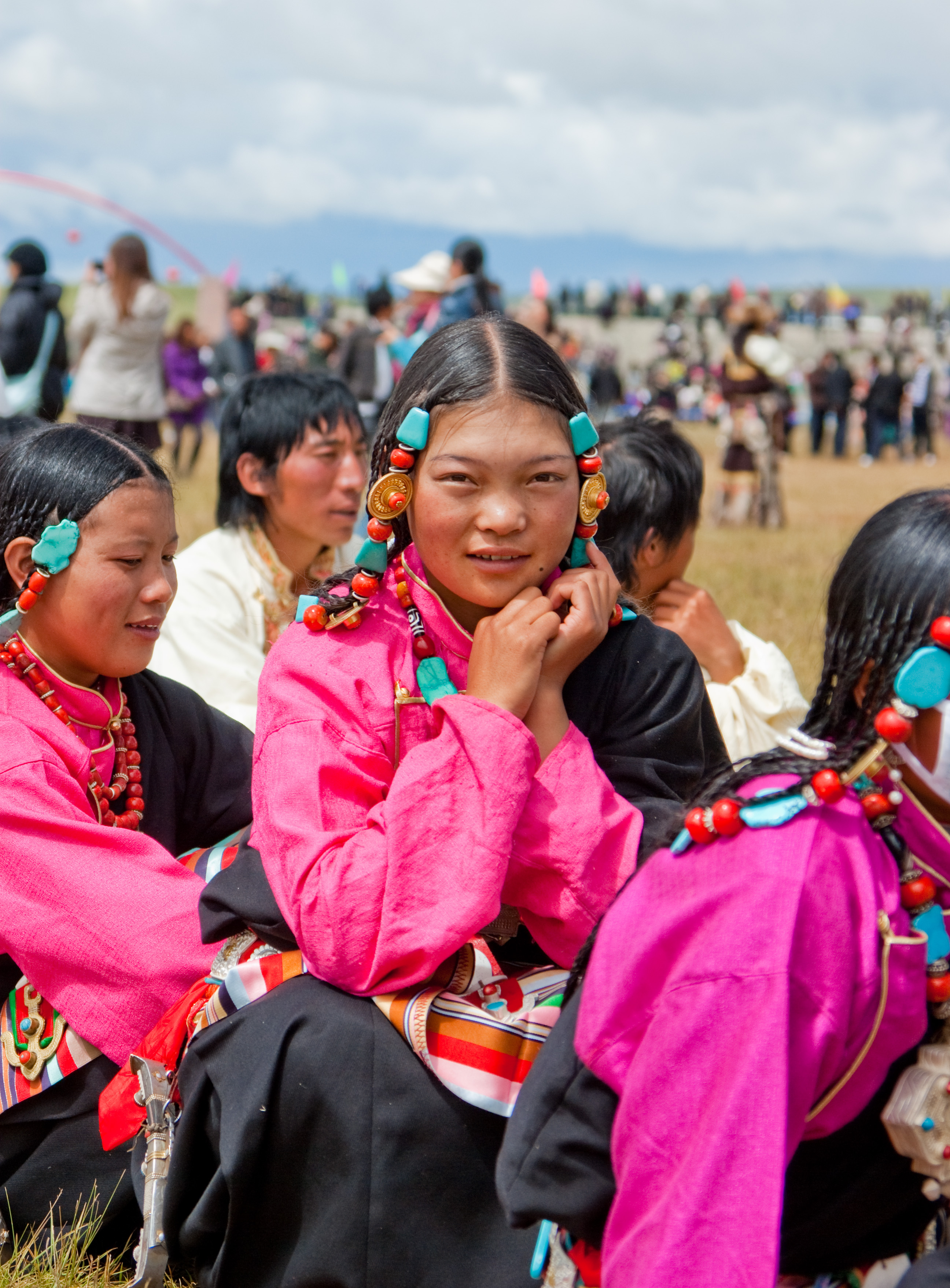
Festival de carreres de cavalls a Nagqu
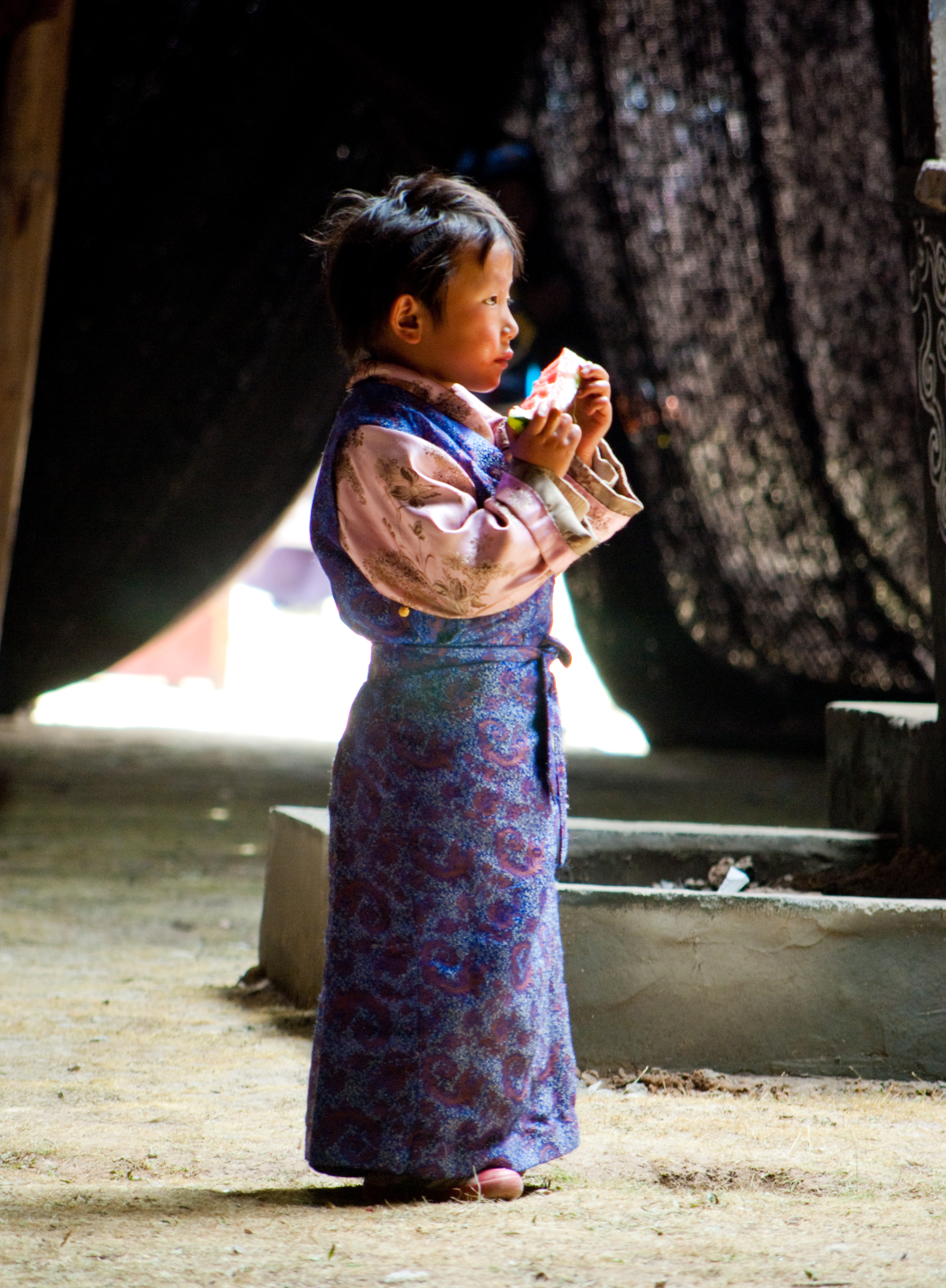
Dona jove
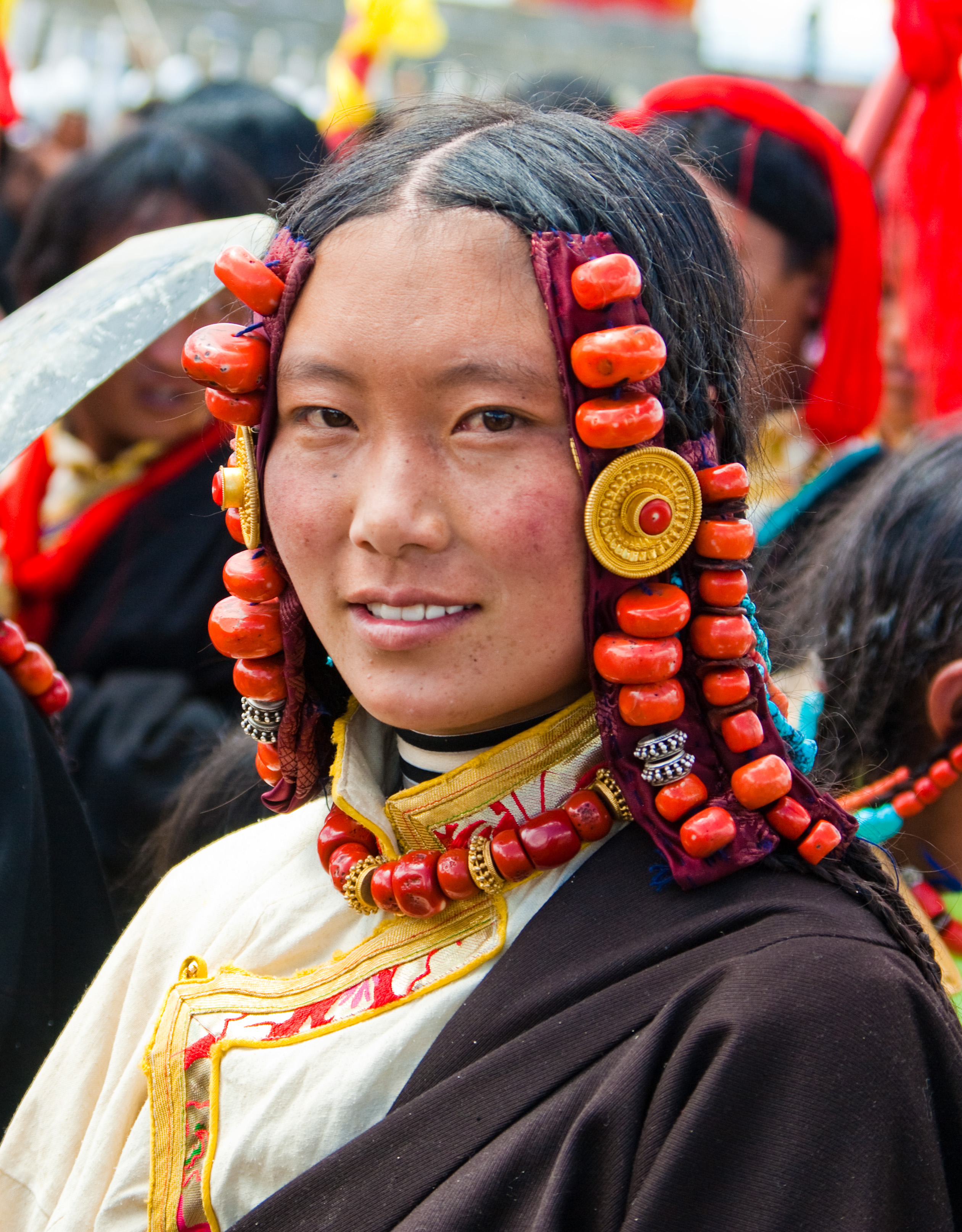
Dona de Kham
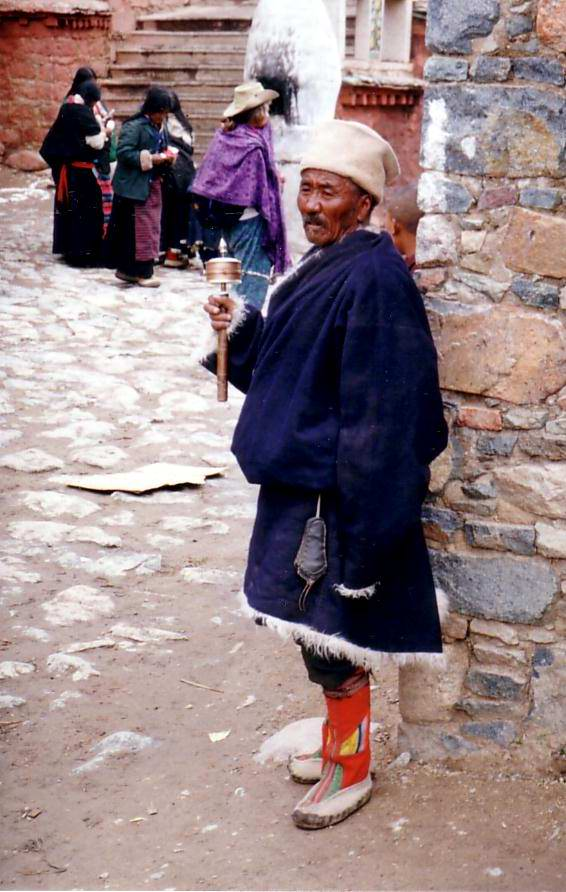
Pelegri amb roda de pregària al Monestir Tsurphu
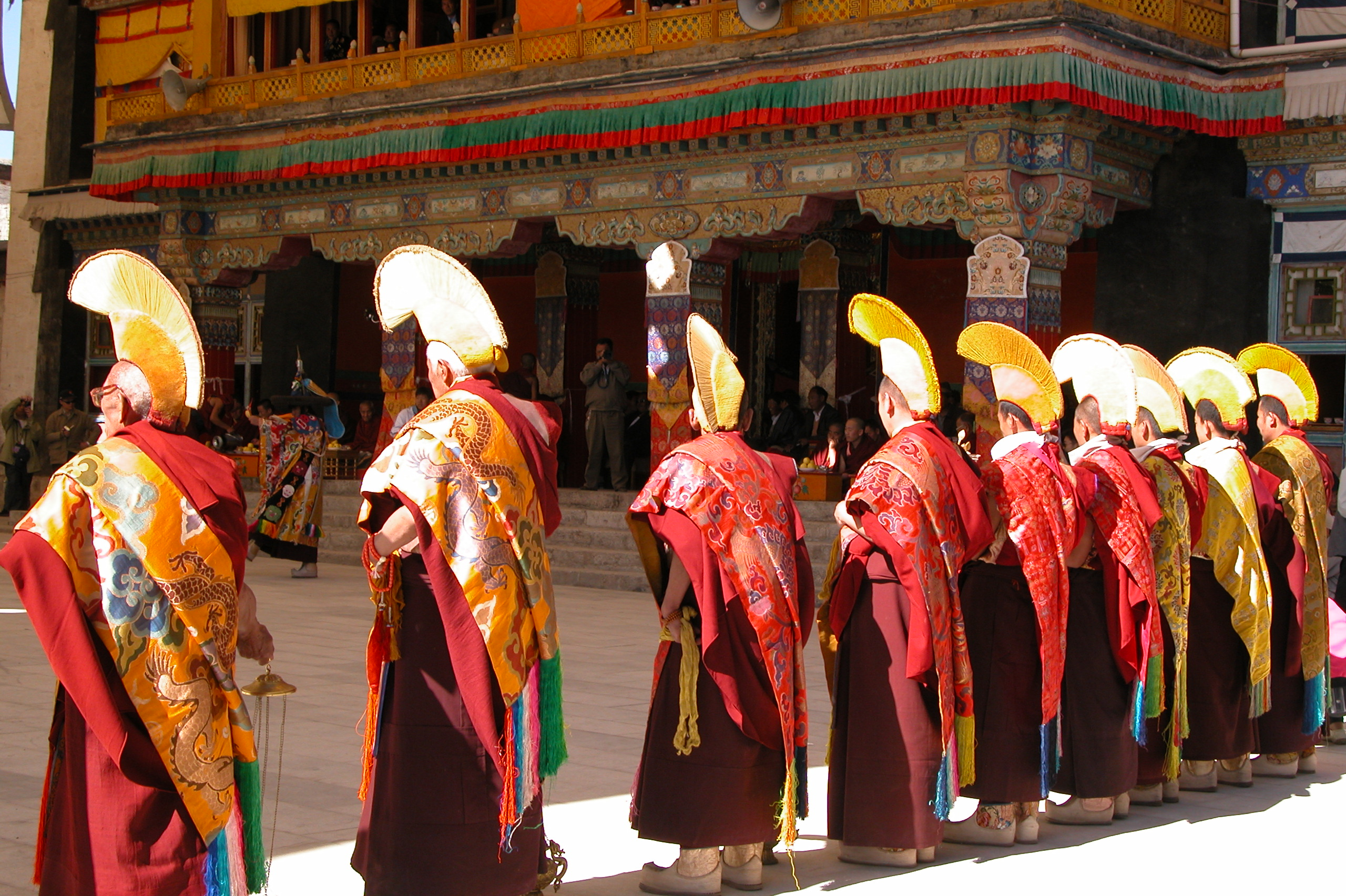
Monjos a Shigatse
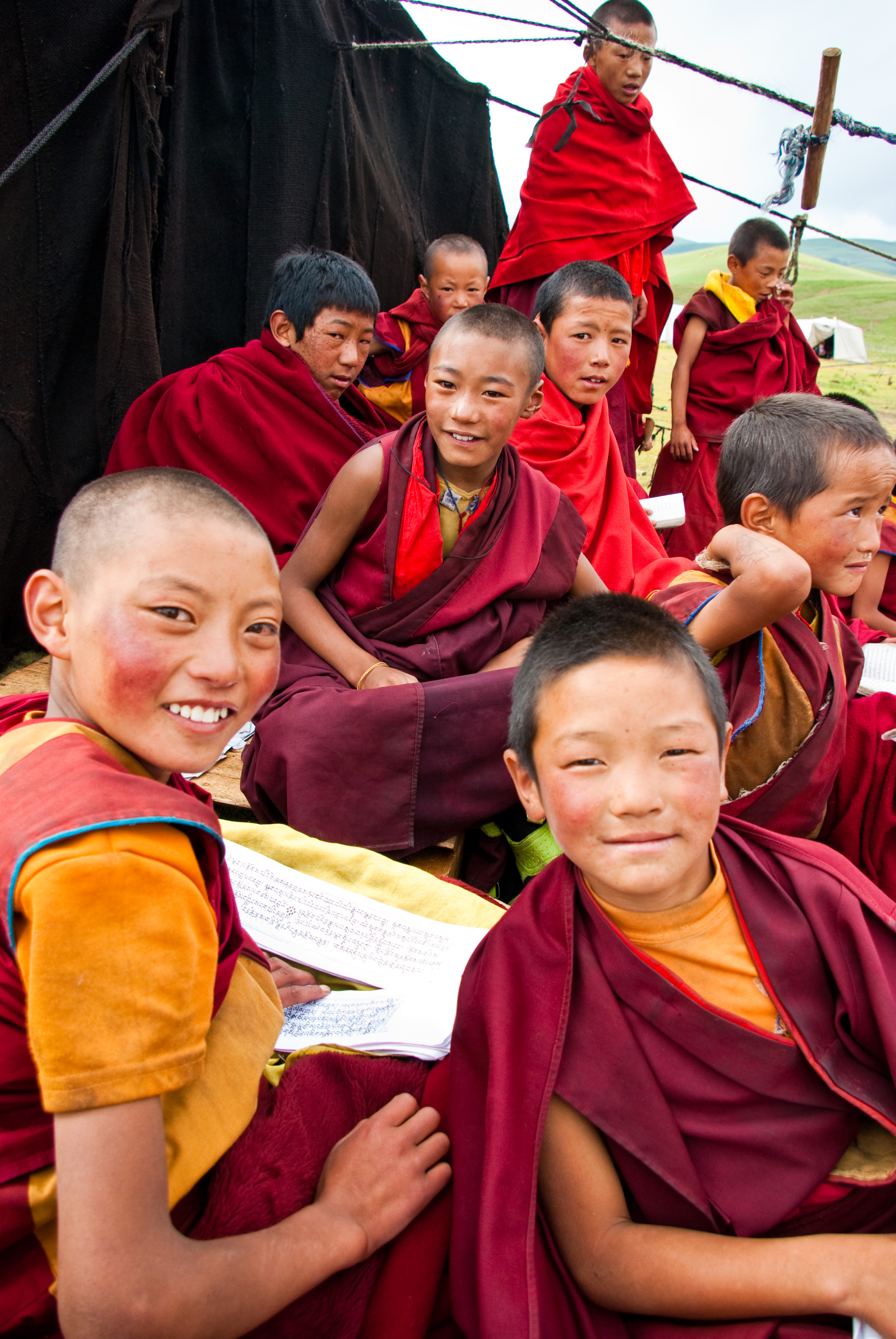
Jove monjo a Litang County
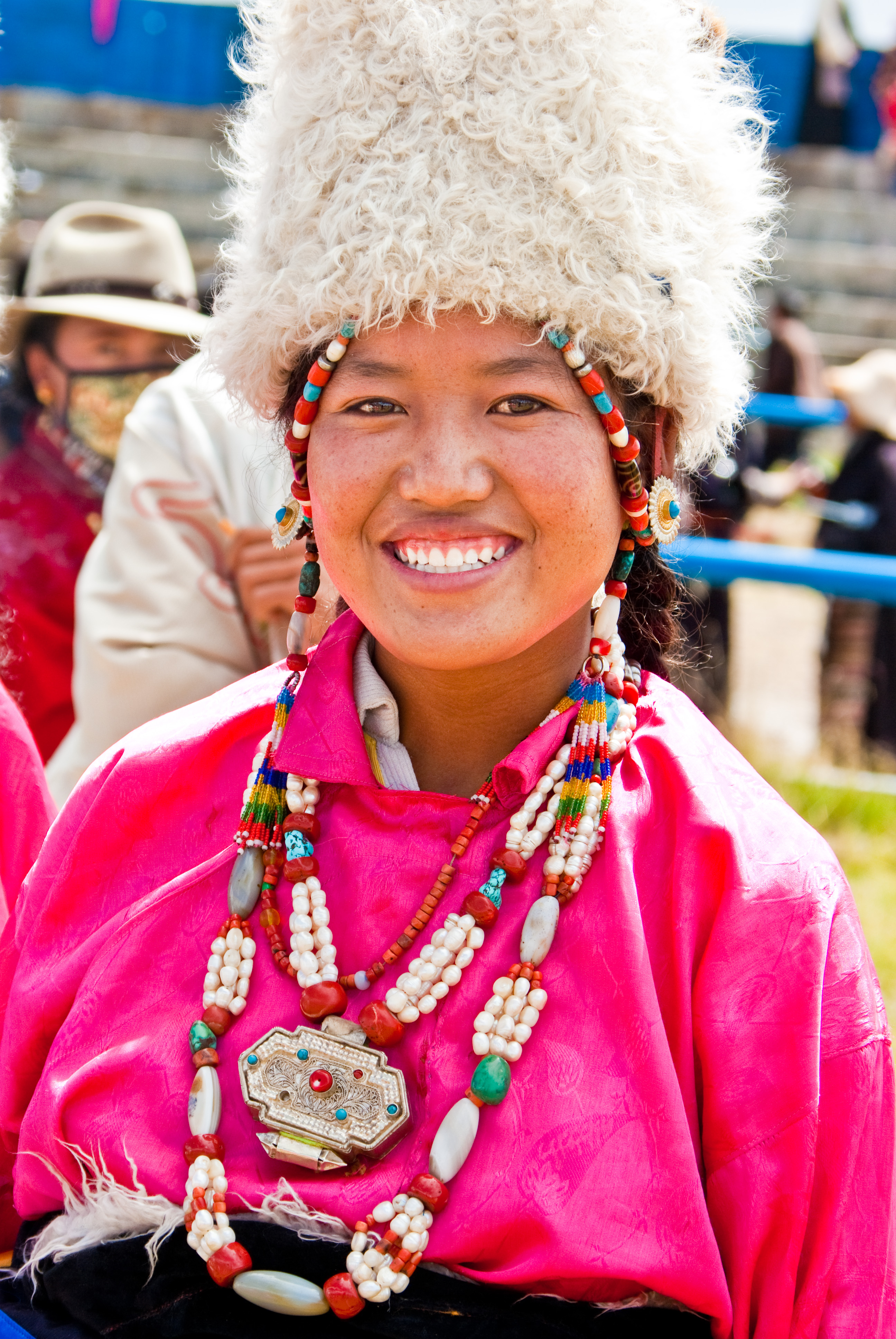
Dona amb un barret de pell
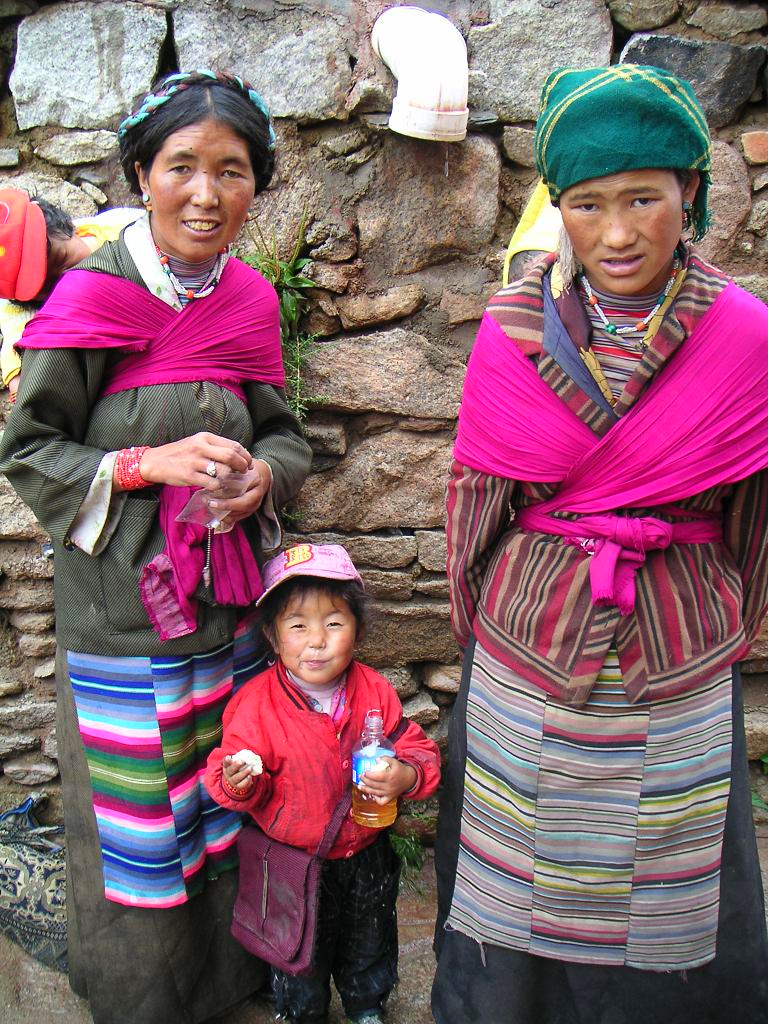
Peregrins al Monestir Drepung, vestiing Ü-Tsang i chuba.
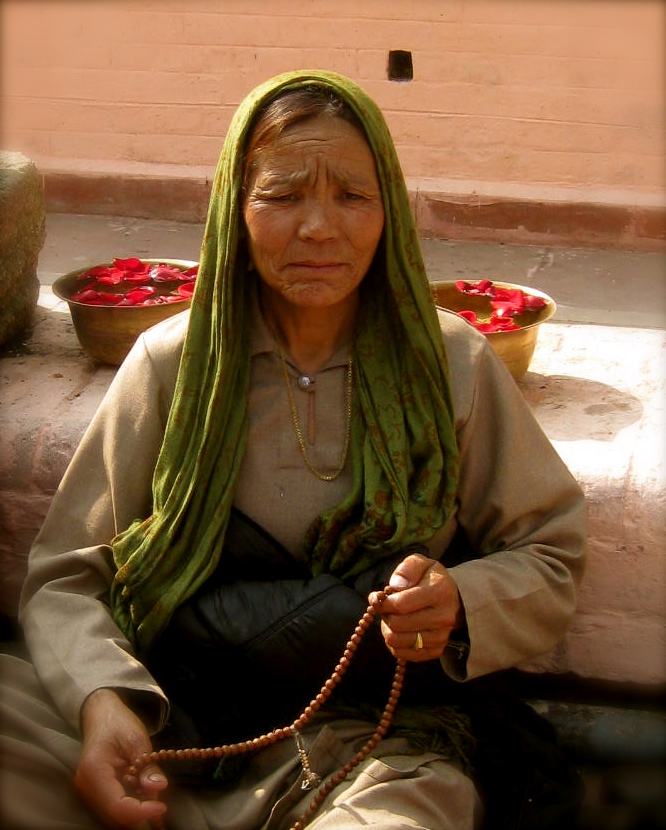
Dona tibetana pregant
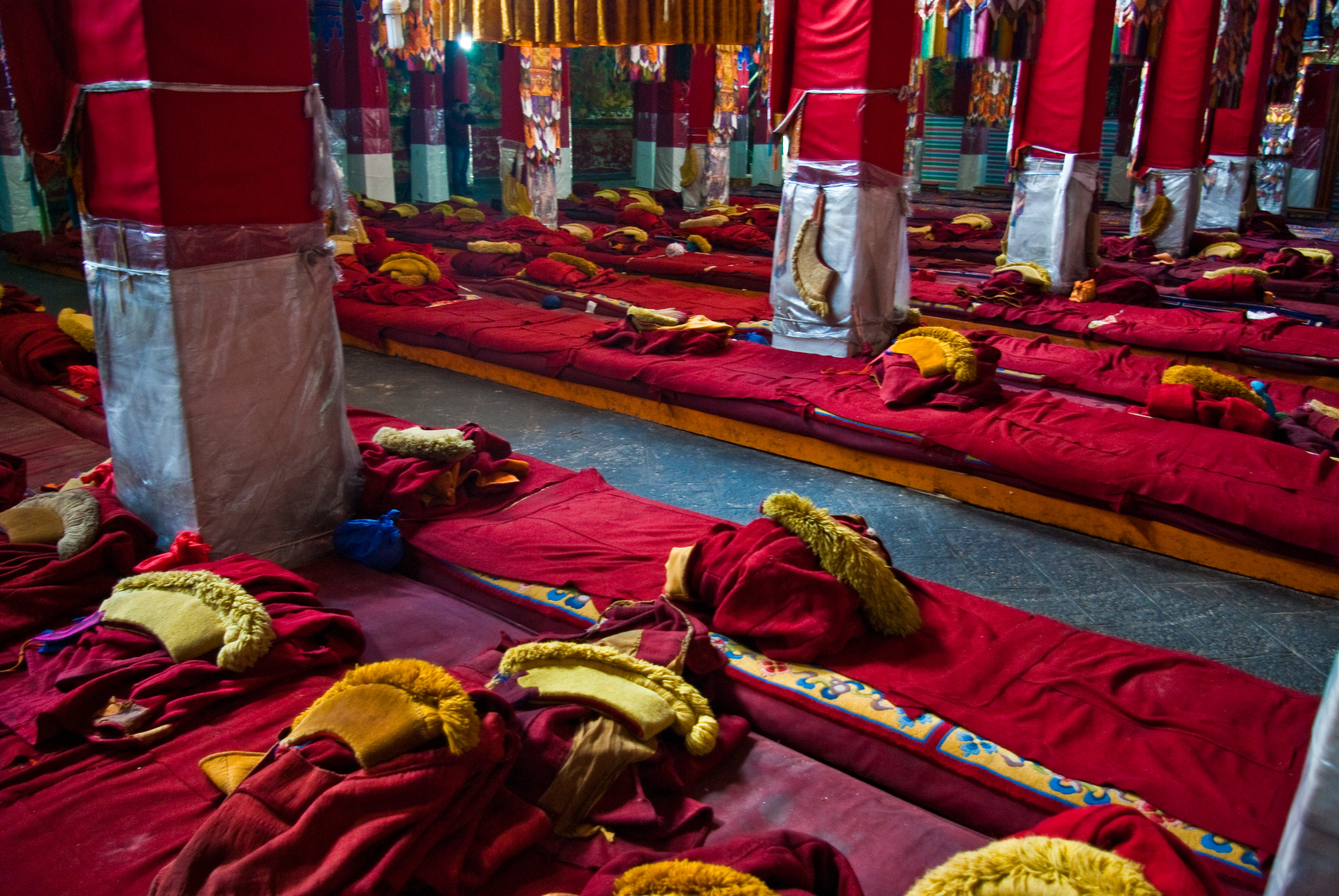
Kasaya (roba) en un gompa
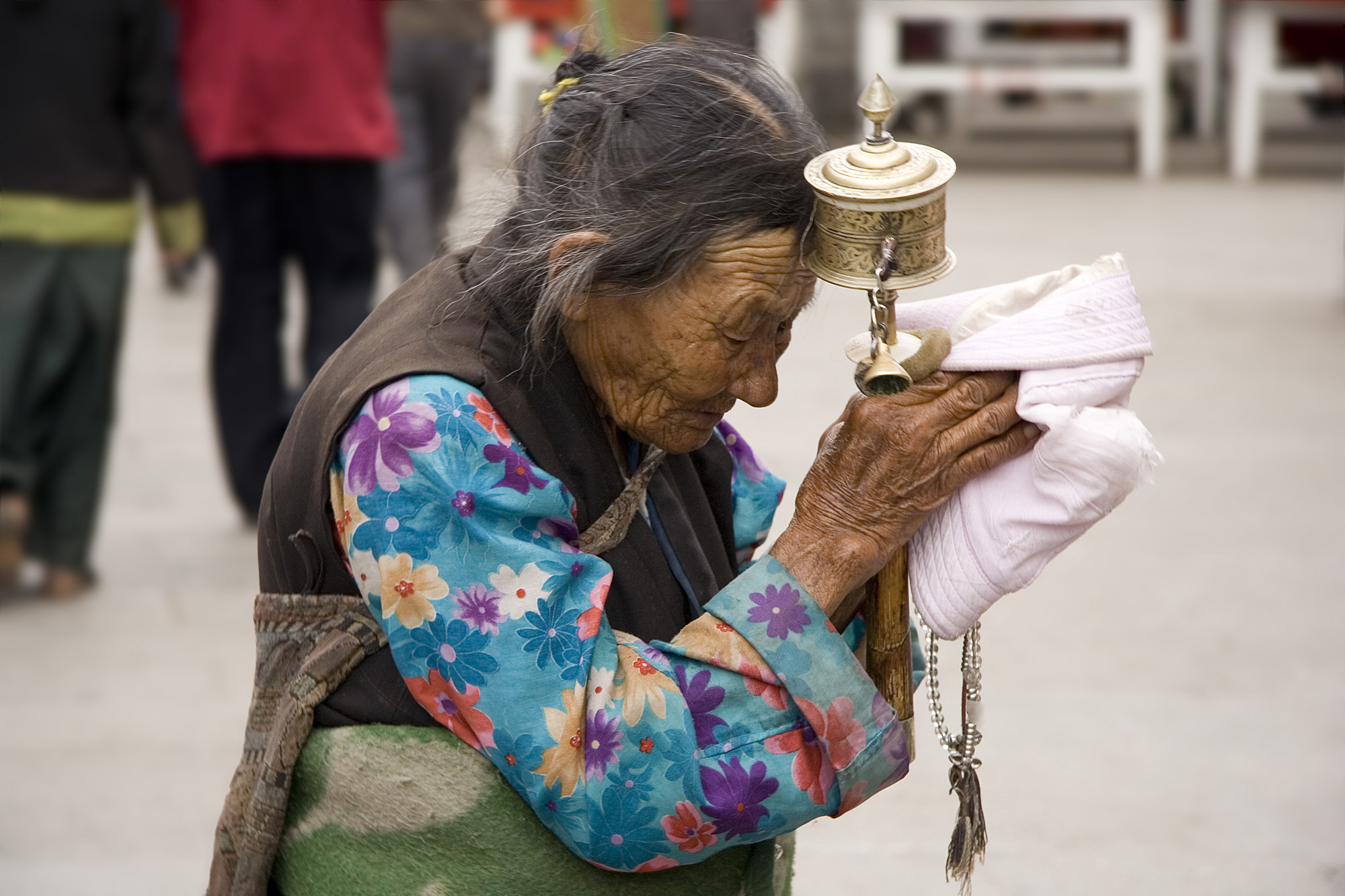
Dona tibetana amb una roda de pregària

## Cuina

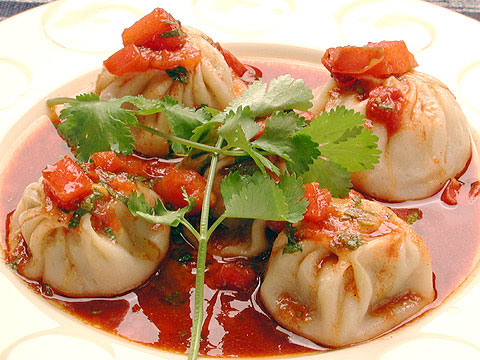
Momo, plat de raviolis típic del Tibet

La cuina tibetana compren les tradicions i pràctiques culinàries de tots els seus pobles, reflectint el paisatge tibetà i les influències dels veins de l'Índia, Xina i el Nepal. Els principals aliments són els fideus, cabra i xai, llet, iac, boles de massa, formatge (sovint de llet de iac o de cabra), mantega, iogurt (dels animals adaptats al clima tibetà) i sopes. El vegetarianisme ha estat debatut pels religiosos des del segle xi, però no és freqüent a causa de la dificultat de cultivar hortalisses i les tradicions culturals que promouen el consum de carn.
Els cultius han de poder créixer a altituds elevades, encara que algunes zones es troben a una altitud prou baixa per cultivar l'arròs, taronges, plàtans i llimones. El cultiu més important és l'ordi. La farina mòlta d'ordi torrat, anomenada tsampa, és l'aliment bàsic del Tibet, així com Sha phaley (carn i col amb pa). El Balep és el pa tibetà que es menja per esmorzar i dinar. Es consumeixen altres tipus de pa de i pastissos fregits. El Thukpa és un brou bàsic del sopar que consisteix en verdures, carn i fideus. La cuina tibetana es serveix tradicionalment amb escuradents de bambú, en contrast amb altres cuines de l'Himàlaia, que es mengen a mà. Les llavors de mostassa es conreen i figuren molt en la seva cuina. El iogurt, la llet i el formatge de iac són sovint al menú, el iogurt ben fet es considera una delícia.

## Risc de desaparició
L'any 1993, a la introducció de l'obra col·lectiva Tibet, Behind the Scenes, Bernard Kouchner evocava la desaparició dels tibetans. : " És clar : Pequín vol un Tibet no només xinès, sinó un Tibet sense tibetans ". De la mateixa manera, el 1994, Samdhong Rinpoche, en aquell moment president del parlament tibetà a l'exili, va declarar : " Ja no parlarem del Tibet com a pertanyent als tibetans d'aquí a deu anys, perquè no hi haurà més Tibet.".
Segons el 14 Dalai Lama, la cultura tibetana pot desaparèixer a causa de la instal·lació massiva dels Han al Tibet El 2007 va afirmar que la cultura tibetana podria extingir-se en 15 anys si les negociacions sino-tibetanes no tenien èxit Durant una visita al Japó l'octubre de 2008, va afirmar : “Els tibetans estan condemnats a mort. Aquesta antiga nació i el seu patrimoni cultural estan morint. Avui, la situació és gairebé semblant a una ocupació militar de tot el territori tibetà. És com si estiguéssim sota la llei marcial. La por, el terror i les campanyes de reeducació política causen molt de patiment”. Durant els disturbis al Tibet el març de 2008, va acusar la Xina de practicar el genocidi cultural al Tibet.
Segons el periodista xinès Wen Mu, la idea que “ La cultura i la tradició tibetanes estan en camí de l'extermini i la desaparició »No quadra amb la realitat. El Tibet compta amb més de 46 000 monjos, és a dir, un monjo per deu habitants, un percentatge poc vist. Veiem per tot arreu jingfan (estendards canònics), manidui (munts de pedres aixecats al cim d'una muntanya, a la cruïlla de camins, etc., i utilitzats com a altars). La majoria de les famílies tibetanes creients tenen una capella o nínxol que allotja l'estàtua de Buda. La vida religiosa és rica i variada : postració a terra com a signe d'homenatge i adoració al Buda, crema d'encens molt d'hora al matí, pelegrinatge als temples, circumvalació dels llocs de culte amb una roda de pregària a la mà i recitant el cànon budista , etc.

## Cultura contemporània al Tibet
El 2008, el professor Robert Barnett, director de la “ Programa d'estudis tibetans moderns " a la Universitat de Colúmbia als Estats Units, diu" que hem de posar fi a la idea que els xinesos són malintencionats o que estan intentant aniquilar el Tibet " .
Explica els seus dubtes a la New York Review of Books, amb motiu de la ressenya d'un llibre de Pico Iyer si la cultura tibetana dins del Tibet s'està aniquilant ràpidament, com és que tants tibetans de l'interior encara semblen tenir una vida cultural més dinàmica -com ho demostren els centenars de revistes literàries en tibetà- que la dels seus homòlegs exiliats? ") .
Segons les tibetòlogues Amy Heller i Anne-Marie Blondeau, cal distingir entre la política cultural oficial, la seva aplicació i la manera com es percep diàriament en el terreny. Durant la Revolució Cultural, els valors culturals de tota la Xina van ser destruïts, però al Tibet aquesta destrucció va ser especialment important. Tanmateix, la cultura al Tibet estava essencialment lligada a la religió, principalment budista, i a les estructures socials. Així, molts esdeveniments culturals han desaparegut o s'han distorsionat. A més, el govern xinès té com a objectiu " la secularització dels tibetans, que està completament en desacord amb la cultura tradicional tibetana ". Per això si s'autoritzen les festes populars és " convertir-los en simples manifestacions folklòriques".

## Cultura tradicional a l'exili
Segons l'etnomusicòloga Nathalie Gauthard, el govern tibetà a l'exili s'esforça per construir una cultura que vol ser homogènia i tradicional, reunint llengua, religió, arts escèniques (dans) i artesania en una sola entitat. Això "el desig de crear "una tradició tibetana pura" va de la mà d'una projecció fantasiosa dels països occidentals que encara tendeix a creure en el "Paradís perdut" que només el Tibet hauria sabut preservar, sense haver estat colonitzat per Occident. l'exemple de" Danses sagrades tibetanes "realitzada davant un públic al Teatre Francès del Solmars 2001març de 2001 per monjos del monestir de Shechen i presentat com mostres "d'una "tradició" immutable i "autèntica". L'autor assenyala que l'ús dels termes "teatre" i "dansa tradicional", "congel·la en el temps una expressió artística que, per naturalesa, està en moviment, sobretot quan s'adapta a la mirada dels espectadors francesos.